# São Mateus (Espírito Santo)
São Mateus é o oitavo município mais antigo do Brasil, sétimo mais populoso do estado do Espírito Santo. Foi fundado em 21 de setembro de 1544, recebendo autonomia municipal apenas em 1764. Originalmente, chamava-se Povoado do Cricaré, sendo rebatizado no ano de 1566 pelo padre José de Anchieta para o nome de São Mateus. Sua população atual gira em torno dos 130 mil habitantes, segundo estimativas do IBGE para 2019. O município de São Mateus é considerado um marco na colonização do solo do Espírito Santo.
É considerado o município com a maior população afrodescendente do estado. Tal fato se dá, pois, até a segunda metade do século XIX, o Porto de São Mateus era uma das principais portas de entrada de africanos escravizados no Brasil. Também há a presença de descendentes de imigrantes italianos, que foram responsáveis pela colonização de parte dos sertões mateenses.
Sua economia está baseada na oferta de serviços e na  exploração e produção de petróleo. Na década de 1970, foram descobertos vários campos de exploração e na década de 1980, essas descobertas foram ampliadas. Na década de 2000 foi implantado na região de Campo Grande o Terminal Norte Capixaba, responsável pelo escoamento de toda a produção da região.
Localiza-se a uma latitude 18º42'58" sul e a uma longitude 39º51'21" oeste, estando a uma altitude de 36 metros. Sua área total é de 2 338,727 km², equivalente a 5,12% do território capixaba. Limita-se ao norte com os municípios de Boa Esperança, Pinheiros e Conceição da Barra; ao sul com São Gabriel da Palha, Vila Valério, Jaguaré e Linhares; a leste com o oceano Atlântico e a oeste com Nova Venécia. Dista da Capital do Estado, Vitória, 215 km. Também destaca-se pelo forte apelo turístico, tanto histórico quanto de temporada. O carnaval de Guriri, principal balneário do município, é um dos mais animados do estado e chega a ser conhecido nacionalmente, recebendo, principalmente, turistas de Minas Gerais.

## Etimologia
Do início da colonização, em 1544, até meados do século XVI, a pequena povoação que se formou as margens do rio São Mateus era apenas conhecida como Povoação do Cricaré. O nome São Mateus é em homenagem ao evangelista Mateus, pois o padre José de Anchieta, em 1566, ano de uma de suas peregrinações pela então Capitania do Espírito Santo, ao visitar a pequena povoação, celebrou uma missa no dia 21 de setembro, dia de São Mateus. Como era costume na época batizar locais e acidentes geográficos com o nome do santo do dia, Anchieta rebatizou a Povoação do Cricaré para São Mateus.

## História

### Período pré-cabralino

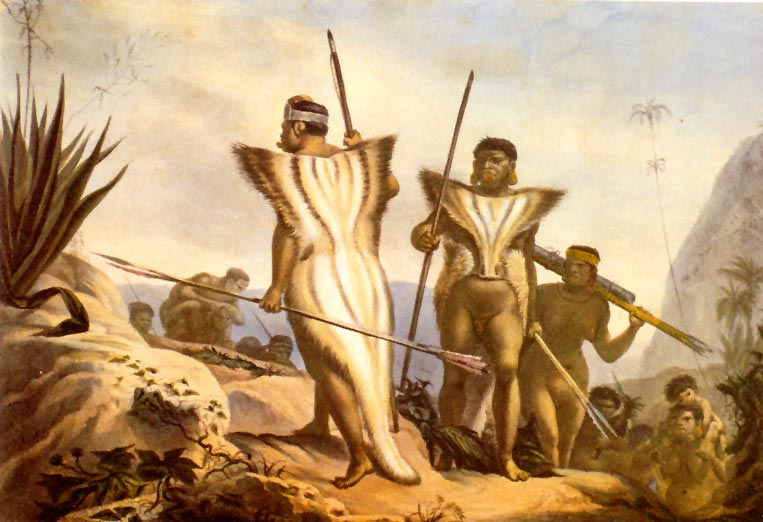
Família de botucudos em marcha, por Jean-Baptiste Debret, 1834

Antes do início da colonização portuguesa a região de São Mateus era habitada por índios aimorés, também conhecidos como Botocudos. Urnas funerárias encontradas na região de Barra Nova, na década de 1960, além de peças de cerâmica encontradas em uma escavação ao lado do Hospital Roberto Silvares, em 1998, são atribuídas à etnia tupi, da qual os aimorés não fazem parte, e são datados como sendo do período que vai do século X até o século XVI.
Há relatos em manuscritos, que datam do início da colonização, que havia nessa região a incidência de índios antropófagos. Estes índios não sabiam nadar, como os demais índios Tupis, mas remavam com habilidade e manuseavam argila com destreza.
As tentativas dos padres jesuítas em tentar catequizar os indígenas foram fracassadas. Afonso Brás, primeiro missionário do Espírito Santo, afirmou, em carta de 1551, que após receberem o batismo os índios fugiam, tornando a cultuar suas crenças e a praticar seus costumes.

### Chegada dos primeiros colonizadores

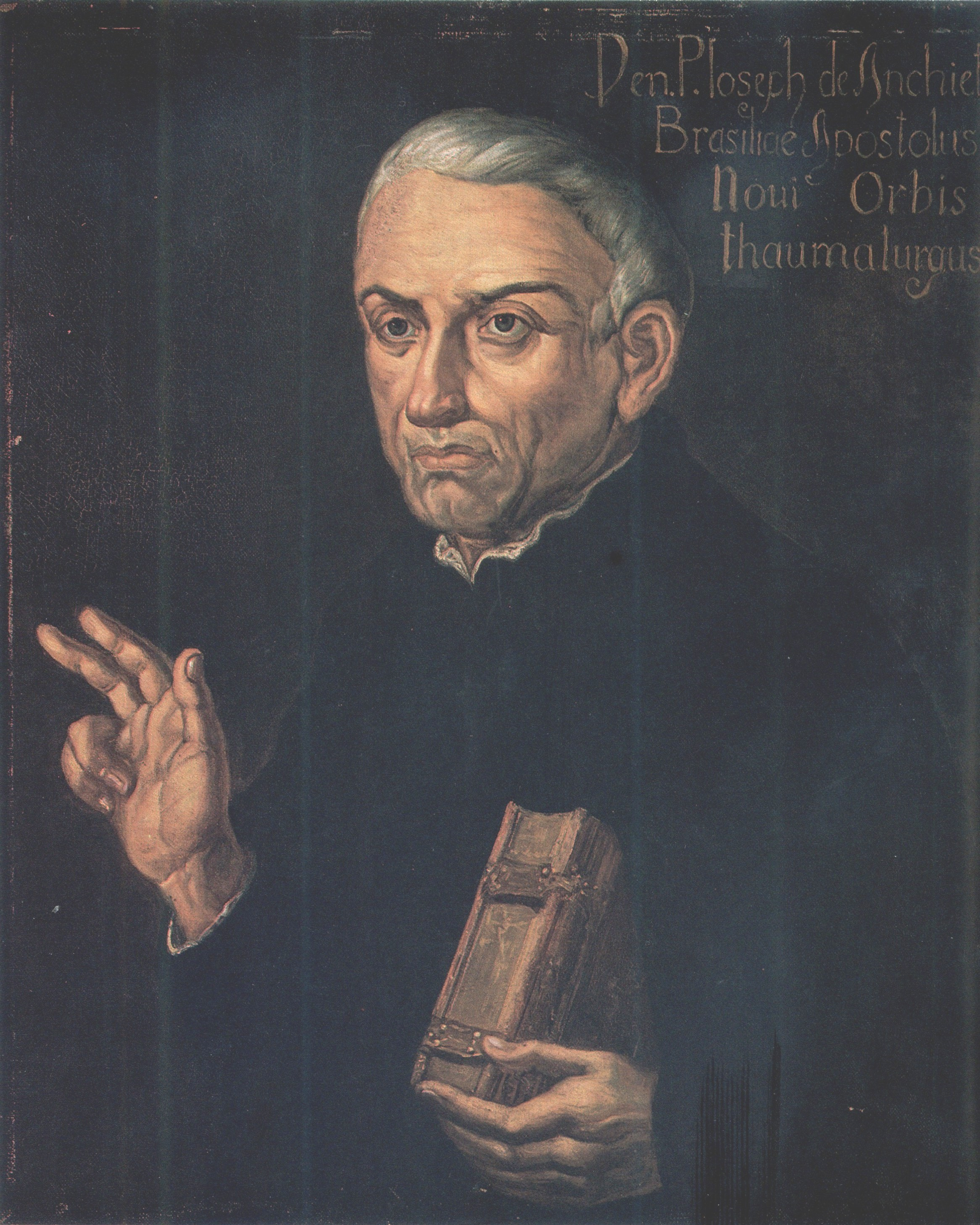
Padre José de Anchieta.

Não há data precisa da chegada dos primeiros colonos, nem a indicação dos seus nomes, mas, pela tradição oral, os primeiros colonizadores portugueses chegaram a São Mateus por volta de 1544. Há notícias de que, sobressaltados com as frequentes investidas dos índios, os colonos de Vasco Fernandes Coutinho dividiram-se em grupos abandonando a capitania, fugindo para as capitanias mais próximas, ou dirigindo-se ao interior. Alguns desses colonos poderiam ter rumado para o norte, em direção ao rio São Mateus.
A falta de informação sobre os primeiros anos da colonização faz com que muitos historiadores levantem hipóteses, nem sempre prováveis. Uma delas é que o povoamento de São Mateus poderia ter se iniciado com a chegada de náufragos. Na história do padre José de Anchieta lê-se que, ao passar pelo rio São Mateus, em 1596, celebrou missa para alguns náufragos. Carece, no entanto, de documentação para tornar-se fato histórico.
No entanto, o mais provável é que os primeiros colonos devam ter vindo da vizinha Capitania de Porto Seguro, cujo donatário era Pero do Campo Tourinho. Pode-se afirmar, no entanto, que a documentação histórica que registra a presença mais remota de portugueses na região é a que trata da Batalha do Cricaré, ocorrida em fins de janeiro de 1558. Outra é a narração epistolar de uma viagem e missão jesuítica do padre Fernão Cardin que veio à Vila de Sam Matheus, em setembro de 1583.

### Comércio negreiro

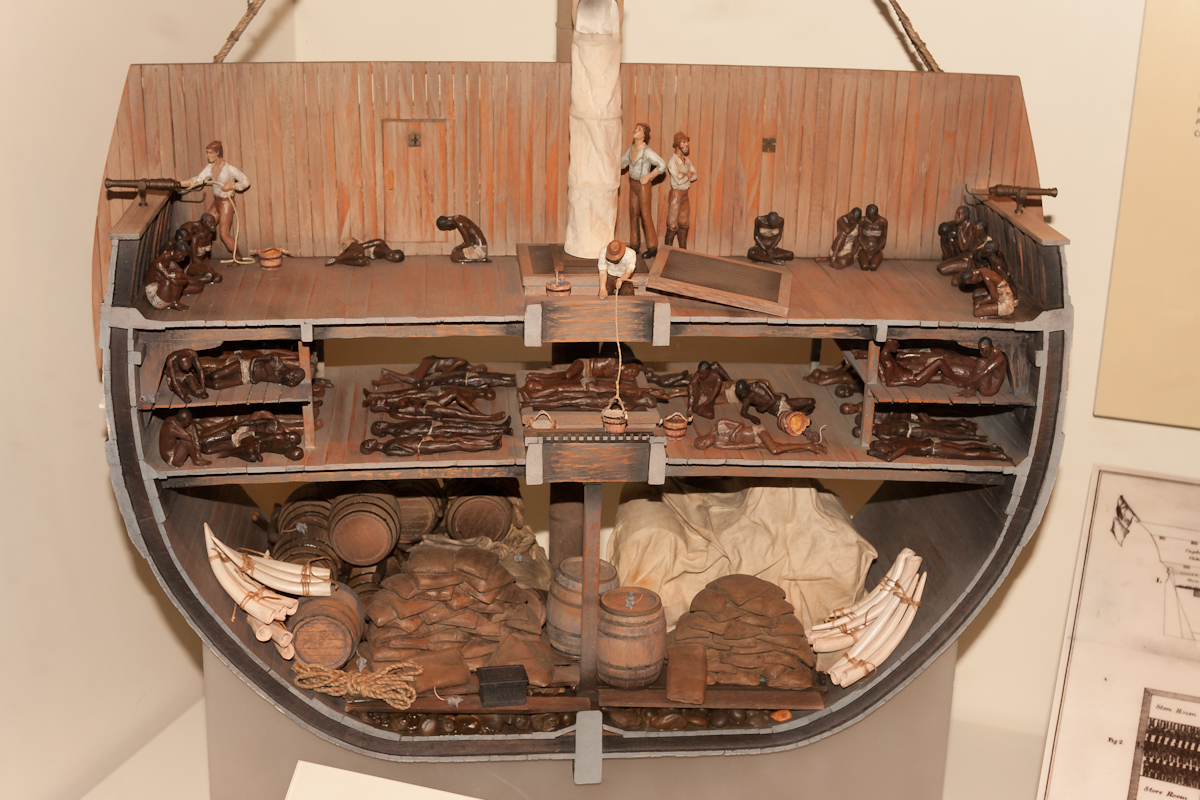
Maquete do interior de um navio negreiro

A entrada de africanos escravizados no município se dava através do Porto, tendo início no período colonial e estendendo-se e se intensificando durante o século XIX, principalmente após a proibição do tráfico transatlântico em 1850 até a abolição da escravatura, tendo no auge, 16 empresas situadas no porto, atuando exclusivamente neste ramo.
A chegada de navios negreiros ao Porto era festivamente aguardada pela população, principalmente pelos compradores, na expectativa de escolherem as melhores peças. Ainda a bordo, os africanos escravizados eram preparados, ou seja, homens e mulheres azeitados, os ferimentos e tumores cobertos com ferrugem e pólvora. Em caso de infecção intestinal, o ânus era preenchido com estopa. Devidamente desembarcados, os negros acorrentados em fila indiana eram tangidos até o mercado. Ali eram examinados pela sua compleição física e até origem tribal. Dava-se preferência na compra de negros da canela fina, do calcanhar para trás e da nádega pequena, sendo consideramos os melhores para o serviço na roça.
Outro fato importante relacionado ao comércio escravista é que na região de São Mateus registra-se a apreensão do último navio negreiro clandestino que circulou na costa brasileira, em 1856, após a lei de 1850 proibindo o tráfico de escravos africanos para o Brasil. Algumas dessas embarcações chegavam a amontoar mais de 300 cativos, que vinham nus, mal alimentados e acorrentados uns aos outros, numa viagem que durava mais de 90 dias. Muitos não resistiam aos sofrimentos impostos, morriam e eram jogados no mar.
No período entre 1863 e 1887, foram negociados um total de 606 africanos escravizados na cidade, sendo 326 homens e 269 mulheres. Os preços destes variavam bastante, em função de fatores diversos tais como sexo, idade, ofício, condição física, dentre outros, além de estarem sujeitos incidentes específicos, tal como a proibição do tráfico transatlântico na década de 1850. De acordo com os registros do cartório de primeiro oficio do município, a subida dos preços dos africanos escravizados em São Mateus se deu a partir de 1868, quando alcançou a cifra de 1:028$500  (mil e vinte e oito contos e quinhentos réis) para os homens e de 1:018$750 (mil e dezoito contos e setecentos e cinquenta réis) para as mulheres, um aumento considerável visto que no ano anterior (1867), a média era de 375$000 (trezentos e setenta e cinco conto de réis) para os homens e de 637$916 (seiscentos e trinta e sete contos e novecentos e dezesseis réis) para mulheres.

### Imigração italiana

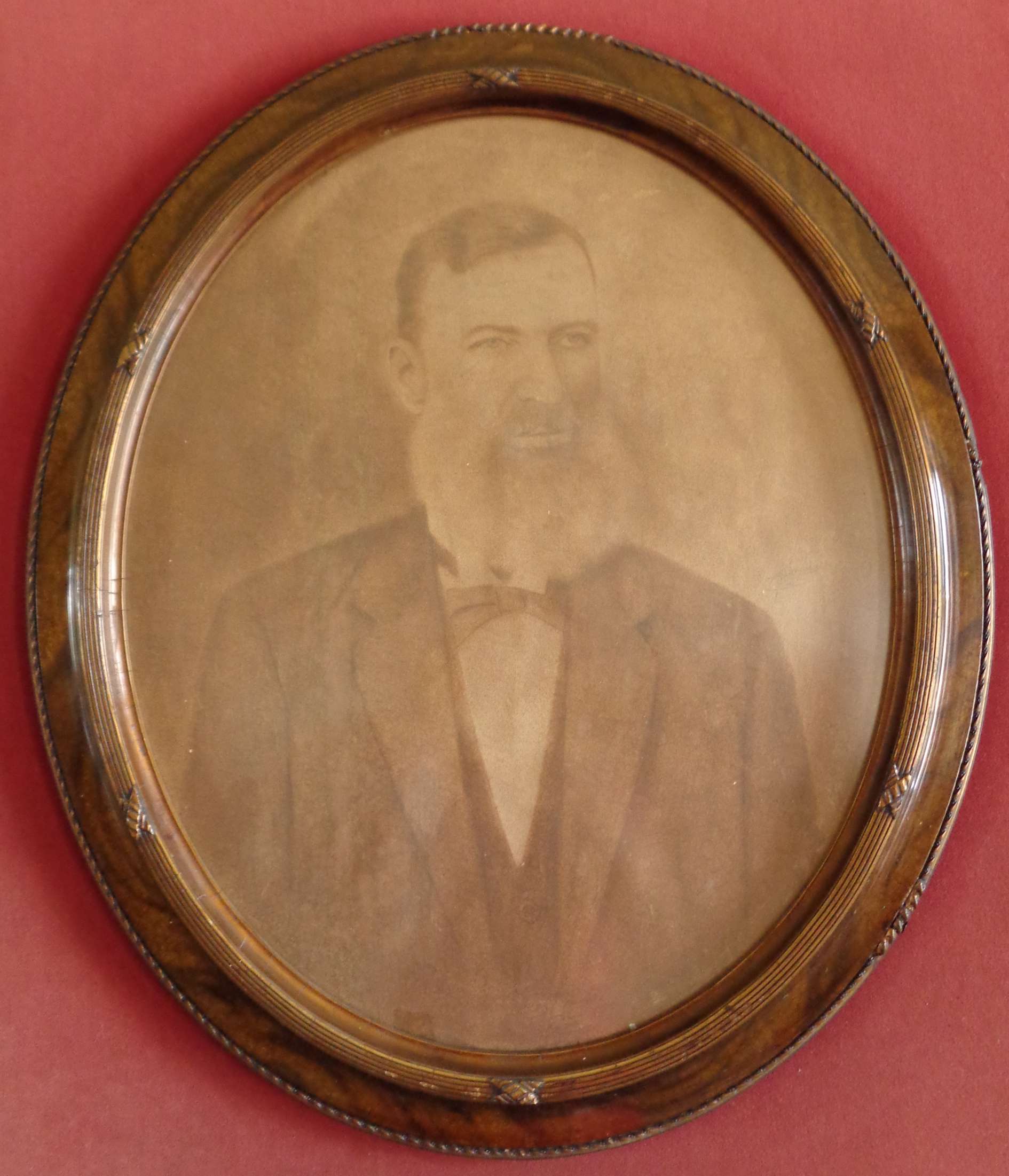
Barão dos Aymorés

O estado do Espírito Santo foi o primeiro a receber uma grande leva de imigrantes italianos, por volta do ano de 1874. Estes colonos tinham por motivação as grandes mudanças políticas enfrentadas pela Europa no princípio do século XIX. Estas mudanças geraram conflitos internos na Itália, com consequências drásticas para o povo, em especial, os que habitavam as regiões limítrofes do norte deste pais.
Concomitantemente a isto, havia o fato da recente abolição da escravatura no ano de 1888, o que culminou na escassez de mão de obra especializada para o trabalho nas lavouras de café.
Em São Mateus, a primeira leva de italianos desembarcou no Porto no ano de 1887, a pedidos do Barão dos Aymorés que, precavendo-se da eminente abolição da escravatura, solicita então ao consulado do Reino de Itália no Brasil, imigrantes para trabalharem em sua fazenda, às margens da Cachoeira do Cravo, no rio São Mateus.
Sucessivos desembarques trazendo imigrantes italianos ocorreram no antigo porto até o fim do século XIX. Quando aqui chegavam, recebiam tratamento semelhante aos que os negros escravos recebiam. Sendo assim, eram colocados em praça pública a fim de serem escolhidos pelos senhores de terra, sendo obrigados a passar pelo vexame de estenderem as mãos para os fazendeiros analisarem. Os que possuíam mãos grossas e calejadas eram levados para o trabalho nas fazendas, sendo que os que possuíam mãos finas eram taxados de preguiçosos e deixados à própria sorte no porto.

### Elevação do povoado a vila
Com a descoberta de ouro em Minas Gerais, a partir da segunda metade do século XVII, o governo português, percebendo a possível ameaça de perda de controle das mesmas, resolveu tomar providências para evitar a subida de aventureiros em busca de ouro.
Em 1764, o então ouvidor da Capitania de Porto Seguro, Thomé Couceiro de Abreu, seguindo recomendações da Coroa Portuguesa, apos vários levantamentos, ultrapassou os limites territoriais de sua capitania e tomou as medidas necessárias para a elevação da povoação à categoria de vila, entendendo que tal ação seria necessária para que fosse evitada a invasão por intrusos através do rio São Mateus, das minas de ouro recém descobertas. O nome escolhido, Villa Nova do Rio de Sam Matheus, foi o mesmo dado por Anchieta. Esse fato se deu no dia 27 de setembro de 1764.
No ano da elevação à categoria de vila, a povoação de São Mateus, que ficava no alto do planalto, já contava com duas ruas ladeando a Igreja Matriz. Delas partiam quatro travessas que iam até o Córrego da Bica, na época chamado de Córrego do Mato. Nessas duas ruas havia poucas casas de alvenaria, onde moravam os mais ricos, geralmente proprietários de terra. Os outros, com menos poder aquisitivo e prestigio político e social, moravam em casas de taipa. Escravos, serviçais e agregados moravam nas travessas.
Por essa época, a Capitania do Espírito Santo estava sendo administrada diretamente pela Coroa Portuguesa As dificuldades eram tantas que os donatários não conseguiram dar conta de tão árdua tarefa. Por esse motivo o povoado foi elevado à categoria de vila, sendo submetido, a partir de então, à Capitania de Porto Seguro, até janeiro de 1823. Dentre as providencias tomadas estavam a medição de ruas, a construção da casa de câmara e cadeia e implantação de um pelourinho.

### Criação do município
Em 3 de abril de 1848, através de decreto do presidente da então Província do Espírito Santo, Dr. Luiz Pedreira de Couto Ferraz, a Vila Nova do Rio São Mateus foi elevada a cidade, com o mesmo nome que foi dado pelos primeiros colonizadores: São Mateus.
O povo mateense tomou conhecimento desta notícia depois do dia 13 de abril de 1848, quando foi encaminhada correspondência à câmara municipal comunicando o fato. Para comemorar o importante acontecimento uma grande festa foi realizada nos dias 21, 22 e 23 do mesmo mês e ano.
Ao ser elevado à categoria de município, o território de São Mateus totalizava uma área de 13.588 km², o que correspondia a 29,8% do território capixaba. A criação da comarca aconteceu em 23 de março de 1853.
O primeiro distrito a ser criado no município foi Serra dos Aimorés no ano de 1886, posteriormente denominado Nova Venécia. No ano de1891 ocorre o primeiro desmembramento para criação do município de Conceição da Barra. No ano de 1935 é criado o distrito de Barra de São Francisco, sendo que este ganha foros de município através do decreto de lei 15.177 de 31 de dezembro de 1943. Em 1949 são criados os distritos de  Barra Nova, Boa Esperança, Nestor Gomes e Nova Verona, sendo que Nova Venécia emancipa-se através da Lei Estadual n°767 de 11 de dezembro de 1953. Boa Esperança, desmembra-se por força da Lei Estadual n° 1912, foi em 28 de dezembro de 1963. Em 1964 são criados os distritos de Barra Seca, Itauninhas e Jaguaré, sendo que o último emancipa-se em 13 de dezembro de 1981, através da lei n° 3445.

## Geografia
A área do município, segundo o Instituto Brasileiro de Geografia e Estatística, é de 2 338,727 quilômetros quadrados, constituindo-se no segundo maior município (em área) do Espírito Santo. Destes, 2 332,3007 km² constituem a zona rural e os 155,49 quilômetros quadrados restantes constituem a zona urbana. Situa-se no nordeste da região Sudeste do Brasil, na Mesorregião Litoral Norte Espírito-Santense (Microrregião de São Mateus), a 64 km da divisa com o estado da Bahia, estando na latitude de 18º43’15” Sul e longitude de 39°51’46” Oeste. Seus municípios limítrofes são Conceição da Barra ao norte, Pinheiros e Boa Esperança a noroeste, Nova Venécia ao oeste, São Gabriel da Palha e Vila Valério a sudoeste, Jaguaré e Linhares ao sul, estando o oceano Atlântico a leste.

### Relevo
O relevo mateense é, predominante, plano, estando a sede do município a 37,7 metros no nível do mar. A parte central do município, é constituída de chapadões terciários com leve declividade para o litoral, possuindo altura entre 30 e 100 metros. Na parte oeste, são encontradas formações graníticas com até 350 metros de altitude e o litoral constitui-se num relevo plano, com regiões alagadiças e dunas, não ultrapassando 4 metros de altitude.
Sendo assim, pode-se encontrar no município três tipos distintos de solos, sendo estes:

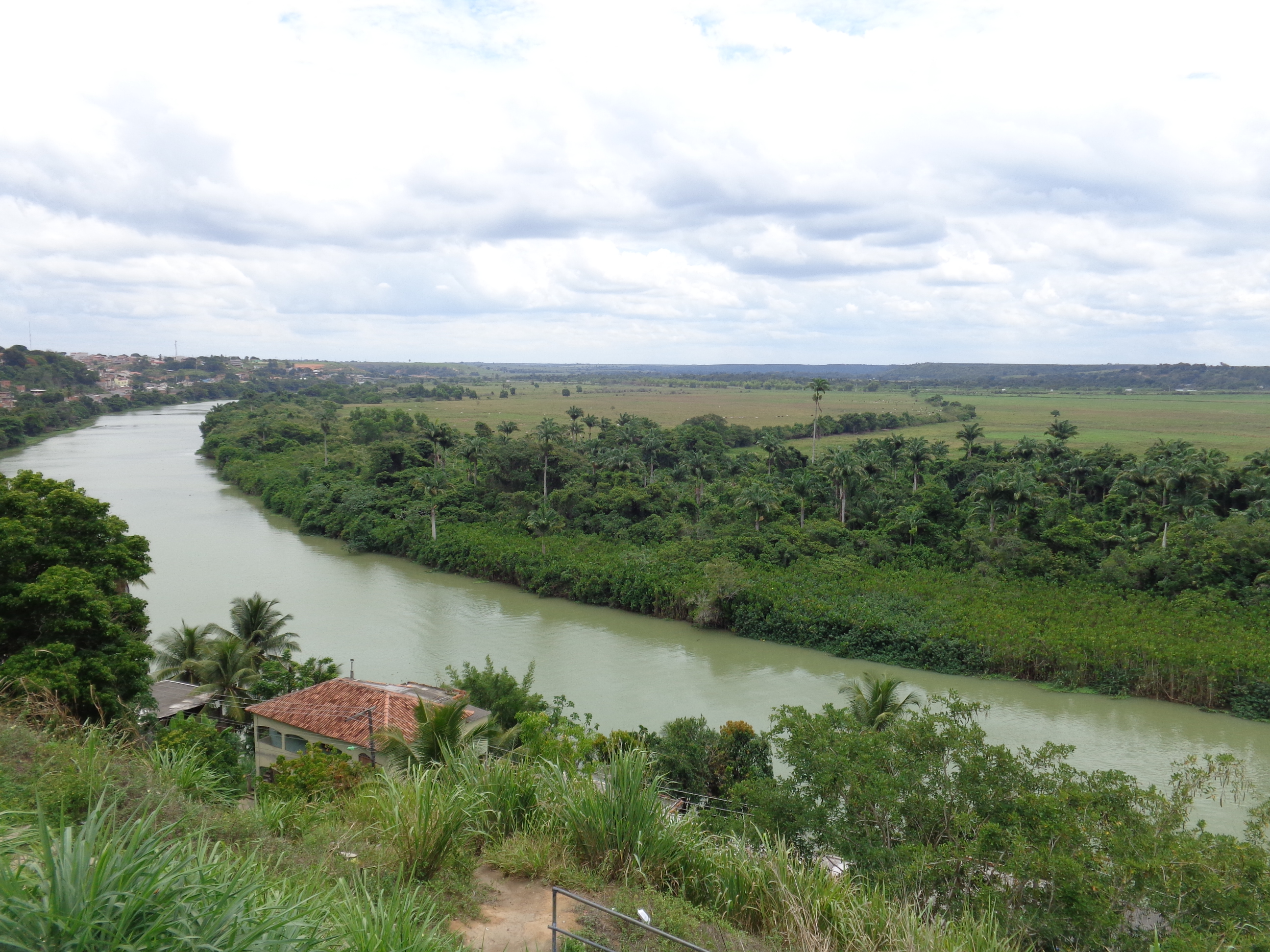
Vale do rio São Mateus visto da Praça do Mirante.

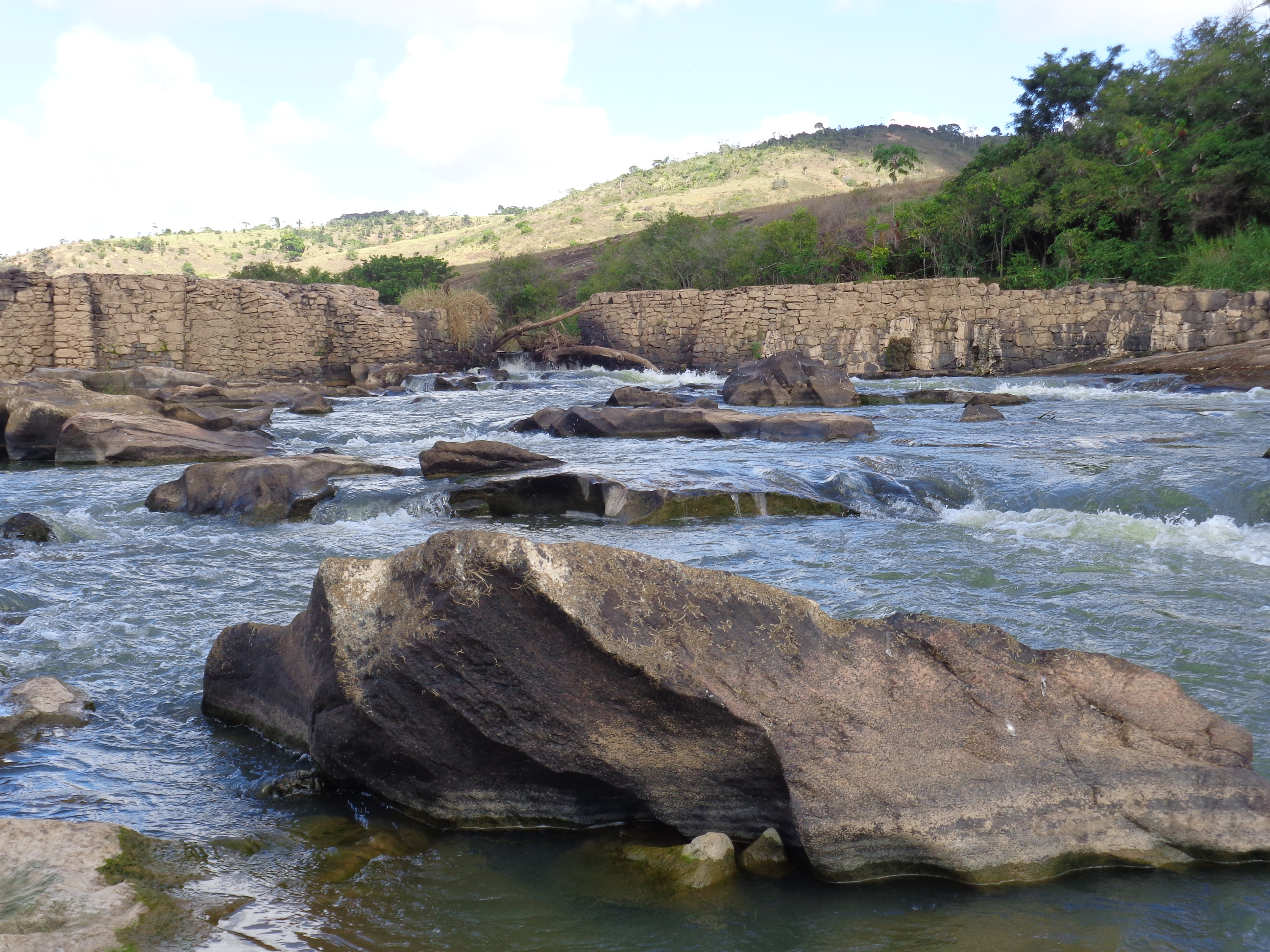
Cachoeira da Jararaca, no rio São Mateus.

- Faixa Pré-cambriana: De aspecto gnaíssico por quase toda sua totalidade, faz parte do Escudo Cristalino Brasileiro, sendo encontrado desde o distrito de Nestor Gomes até a divisa com Nova Venécia.[33] Este tipo de solo também é encontrado no leito do rio São Mateus.[34]
- Faixa Terciária: Solo predominante no município, caracterizado como sendo latossolo vermelho-amarelo distrófico e podzólico, com fertilidade de média à baixa e com pH em torno de 5,0,[30] sendo formado pelos tabuleiros sedimentares e com argilitos e arenitos. Estes tabuleiros são caracterizados como chapadões que variam entre 30 e 100 metros de altura, iniciando-se na bairro Pedra d'água e estendendo-se até o início da Faixa Pré-cambriana em Nestor Gomes.[33]
- Faixa de Sedimento Quaternário: Encontra-se ao longo dos vale, vias fluviais e nas planícies costeiras. Formam no município toda a faixa arenítica que estende-se desde o bairro Pedra D'Água até o encontro com o oceano Atlântico. Integra toda a região do distrito de Barra Nova, apresentado neste último, formações de recifes de arenito. Nesta faixa encontram-se também os manguezais do Nativo e de Campo Grande e os brejos da Suruaca.[32][33]

### Hidrografia
Dentro do município são encontradas três bacias hidrográficas. A bacia do rio Doce abrange uma pequena área do município, podendo ser observada na região do vale da Suruaca. A bacia do rio Itaúnas abrange uma pequena área do distrito de Itauninhas, sendo a bacia do rio São Mateus a mais abrangente entre as três, drenando mais de 90% da área mateense.
A bacia do rio São Mateus, também conhecido no município por rio Cricaré, possui aproximadamente 103 351 km². Banha dez municípios nos estados de Minas Gerais e do Espírito Santo, desaguando no oceano Atlântico, no município de Conceição da Barra. Tem como principais afluentes os rios Cotaxé, também conhecido como Braço Norte do Rio São Mateus, Preto, Mingal da Vovó, Panela Velha e Pirapococa. Além disso, este rio possui a característica quase única de possuir um defluente: o rio Mariricu.
A cidade também possui 43 quilômetros de litoral, onde são encontradas as praias do Abricó, Aldeia do Coco, Barra Nova, Bosque, Brejo Velho, Caramujo, Gameleira, Guriri, Campo Grande, Oitizeiro, Ranchinho e Urussuquara, sendo Guriri a mais conhecida destas.

### Clima
| Maiores acumulados de precipitação em 24 horas registrados em São Mateus por meses (INMET, 1971-presente) | Maiores acumulados de precipitação em 24 horas registrados em São Mateus por meses (INMET, 1971-presente) | Maiores acumulados de precipitação em 24 horas registrados em São Mateus por meses (INMET, 1971-presente) | Maiores acumulados de precipitação em 24 horas registrados em São Mateus por meses (INMET, 1971-presente) | Maiores acumulados de precipitação em 24 horas registrados em São Mateus por meses (INMET, 1971-presente) | Maiores acumulados de precipitação em 24 horas registrados em São Mateus por meses (INMET, 1971-presente) |
| Mês | Acumulado                                                                                                 | Data | Mês | Acumulado                                                                                                 | Data |
| --- | --- | --- | --- | --- | --- |
| Janeiro                                                                                                   | 156 mm | 14/01/2003                                                                                                | Julho | 103,4 mm                                                                                                  | 25/07/2011                                                                                                |
| Fevereiro                                                                                                 | 87,9 mm                                                                                                   | 12/02/1975                                                                                                | Agosto | 48,8 mm                                                                                                   | 17/08/2014                                                                                                |
| Março | 152,8 mm                                                                                                  | 13/03/1996                                                                                                | Setembro                                                                                                  | 105,4 mm                                                                                                  | 28/09/1983                                                                                                |
| Abril | 93,4 mm                                                                                                   | 11/04/1971                                                                                                | Outubro                                                                                                   | 105,3 mm                                                                                                  | 30/10/2014                                                                                                |
| Maio | 98,9 mm                                                                                                   | 18/05/2019                                                                                                | Novembro                                                                                                  | 175,3 mm                                                                                                  | 22/11/2008                                                                                                |
| Junho | 66 mm | 13/06/1993                                                                                                | Dezembro                                                                                                  | 107,6 mm                                                                                                  | 12/12/1997                                                                                                |

O clima mateense é caracterizado, segundo o Instituto Brasileiro de Geografia e Estatística, como tropical quente superúmido (tipo Aw segundo Köppen), tendo temperatura média compensada anual em torno dos 24 °C, com verões chuvosos com temperaturas elevadas e invernos mais amenos. O índice pluviométrico anual é de aproximadamente 1 350 milímetros (mm), sendo novembro e dezembro os meses de maior precipitação. A umidade do ar é relativamente elevada, com tempo de insolação de 2 140 horas/ano.
Segundo dados do Instituto Nacional de Meteorologia (INMET), desde 1971 a menor temperatura registrada em São Mateus foi de 8 °C em 12 de agosto de 1997, e a maior atingiu 38,7 °C em 25 de fevereiro de 2006. O maior acumulado de precipitação em 24 horas atingiu 175,3 mm em 22 de novembro de 2008. O mês de maior precipitação foi novembro de 2000, com 573,1 mm, seguido por novembro de 2008 (526,8 mm) e novembro de 2001 (504,8 mm).
| Dados climatológicos para São Mateus                                                                                                | Dados climatológicos para São Mateus | Dados climatológicos para São Mateus | Dados climatológicos para São Mateus | Dados climatológicos para São Mateus | Dados climatológicos para São Mateus | Dados climatológicos para São Mateus | Dados climatológicos para São Mateus | Dados climatológicos para São Mateus | Dados climatológicos para São Mateus | Dados climatológicos para São Mateus | Dados climatológicos para São Mateus | Dados climatológicos para São Mateus | Dados climatológicos para São Mateus |
| Mês | Jan                                  | Fev                                  | Mar                                  | Abr                                  | Mai                                  | Jun                                  | Jul                                  | Ago                                  | Set                                  | Out                                  | Nov                                  | Dez                                  | Ano                                  |
| --- | ------------------------------------ | ------------------------------------ | ------------------------------------ | ------------------------------------ | ------------------------------------ | ------------------------------------ | ------------------------------------ | ------------------------------------ | ------------------------------------ | ------------------------------------ | ------------------------------------ | ------------------------------------ | ------------------------------------ |
| Temperatura máxima recorde (°C) | 37,5                                 | 38,7                                 | 37,5                                 | 38,2                                 | 36,9                                 | 35                                   | 35,7                                 | 32,8                                 | 36,8                                 | 36                                   | 35,2                                 | 38,1                                 | 38,7                                 |
| Temperatura máxima média (°C) | 31,8                                 | 32,8                                 | 32,5                                 | 31,1                                 | 29,8                                 | 28,6                                 | 28                                   | 28,1                                 | 28,6                                 | 29,4                                 | 29,5                                 | 30,9                                 | 30,1                                 |
| Temperatura média compensada (°C)                                                                                                   | 26,4                                 | 26,8                                 | 26,6                                 | 25,5                                 | 23,7                                 | 22,4                                 | 21,8                                 | 21,9                                 | 22,9                                 | 24,2                                 | 24,9                                 | 25,9                                 | 24,4                                 |
| Temperatura mínima média (°C) | 22,2                                 | 22,3                                 | 22,2                                 | 21,1                                 | 19,3                                 | 17,8                                 | 17,1                                 | 17,1                                 | 18,3                                 | 19,8                                 | 21                                   | 21,8                                 | 20                                   |
| Temperatura mínima recorde (°C) | 17,5                                 | 17,7                                 | 14,6                                 | 14                                   | 12,6                                 | 10,2                                 | 10,5                                 | 8                                    | 10,2                                 | 11,7                                 | 13,5                                 | 15,6                                 | 8                                    |
| Precipitação (mm) | 134,7                                | 91                                   | 159,1                                | 122,8                                | 65,5                                 | 53,1                                 | 63,9                                 | 43,7                                 | 86,9                                 | 115,1                                | 236,1                                | 181,8                                | 1 353,7                              |
| Dias com precipitação (≥ 1 mm) | 10                                   | 9                                    | 11                                   | 10                                   | 7                                    | 7                                    | 8                                    | 7                                    | 8                                    | 10                                   | 12                                   | 13                                   | 112                                  |
| Umidade relativa compensada (%) | 81,6                                 | 80,2                                 | 81,6                                 | 82,7                                 | 82,6                                 | 83,6                                 | 83,8                                 | 80,2                                 | 80,1                                 | 80                                   | 82,5                                 | 82,1                                 | 81,8                                 |
| Insolação (h) | 217,1                                | 215,7                                | 192,2                                | 185,1                                | 191,1                                | 161,3                                | 174,5                                | 185,1                                | 154,5                                | 153,5                                | 141,1                                | 169,2                                | 2 140,4                              |
| Fonte: Instituto Nacional de Meteorologia (INMET) (normal climatológica de 1981-2010; recordes de temperatura: 01/01/1971-presente) |                                      |                                      |                                      |                                      |                                      |                                      |                                      |                                      |                                      |                                      |                                      |                                      |                                      |

### Ecologia e meio ambiente

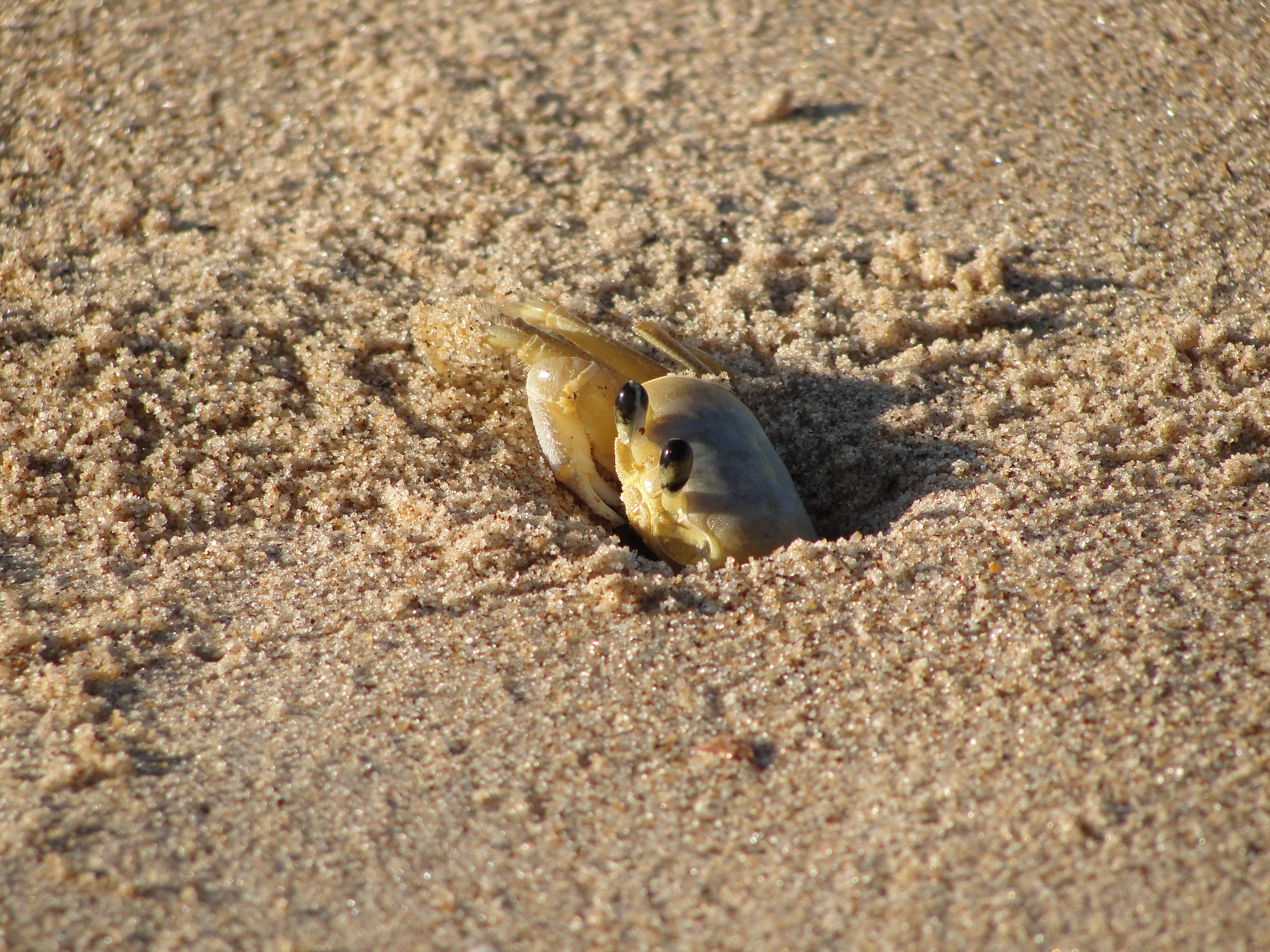
Caranguejo guruçá saindo da toca

Em São Mateus, na região costeira, predominava a restinga. Toda a área de restinga ainda presente no município é considerada Reserva da Biosfera da Mata Atlântica, além de toda a faixa litorânea mateense ser parte integral da área de amortecimento do Parque Nacional Marinho dos Abrolhos.
Nos tabuleiros e vales dos rios, a cobertura era de Mata Atlântica, com abundância de madeiras de lei. Quase toda a área de Mata Atlântica deu lugar a monocultura de reflorestamento (eucalipto), à pecuária e às diversas culturas presentes no município, como o café, o coco e a pimenta-do-reino. No entanto ainda são encontradas algumas diversidades em ilhas não devastadas, com algumas espécies de bromélias e orquídeas, além da palmeira-indaiá, ipê-amarelo, embaúbas, quaresmeiras, samambaias, entre outras.

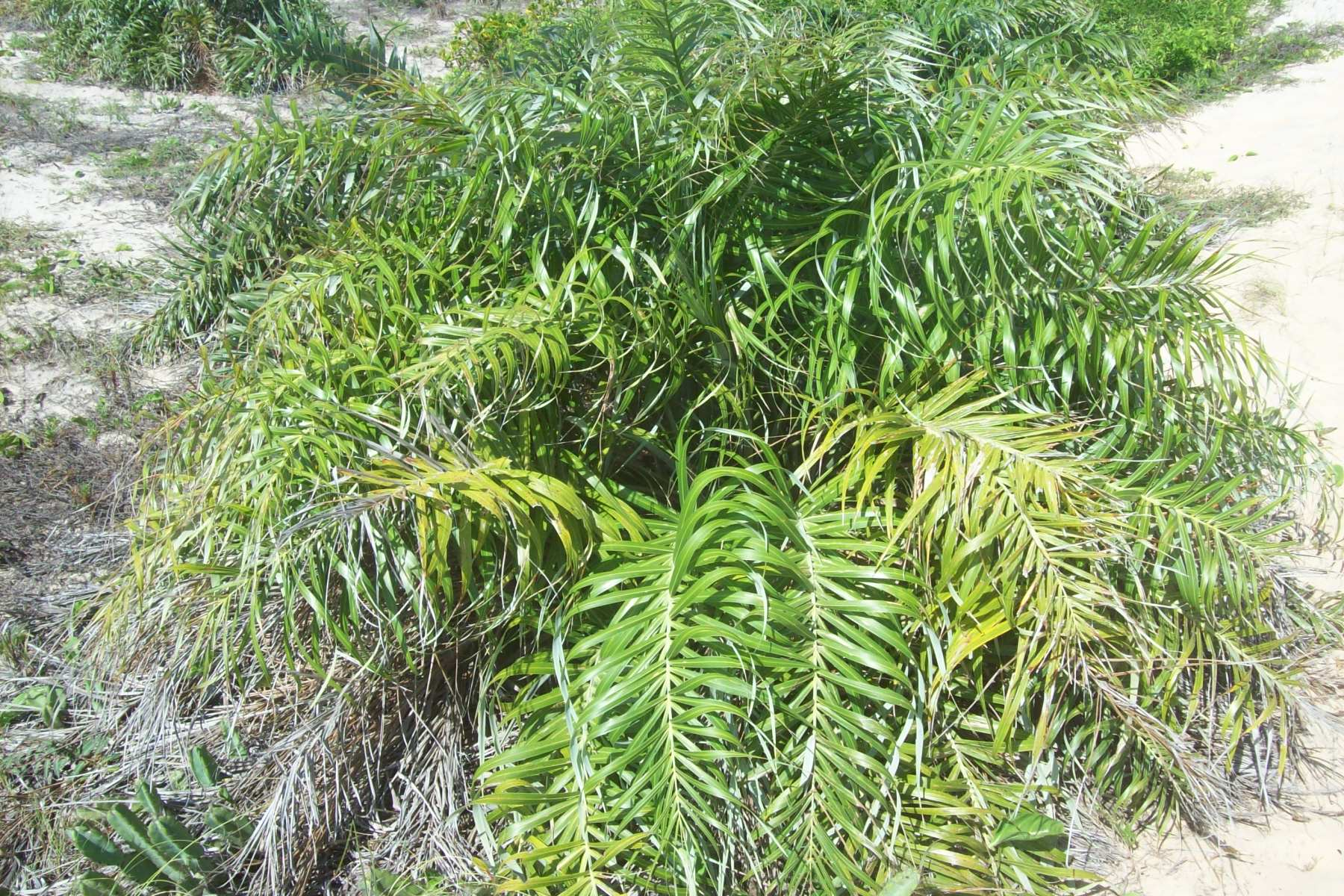
Palmeira Allagoptera arenaria, endêmica da região

No município existe apenas uma estação ecológica que é a de Barra Nova. A criação desta reserva foi um dos condiciamentos ambientais impostos à Petrobrás para a implantação do Terminal Norte Capixaba, no distrito de Barra Nova. O local é considerado de extrema importância para peixes, anfíbios, aves e mamíferos, além de servir como área de desova de quatro das sete espécies de tartarugas marinhas existentes no mundo.
Segundo o Instituto Nacional de Pesquisas Espaciais (INPE), em 2013, apenas 15,425 km² (7%) de toda área do município era coberta por vegetação nativa. Destes, 9,899 km² eram cobertos por Mata Atlântica, 2,066 km² de restinga, 1,452 km² de mangues e 2,008 km² de vegetação de várzeas. Nestas áreas ainda preservadas é possível encontrar animais como aranhas, caranguejos, borboletas e libélulas entre os invertebrados; cobras, jabutis e lagartos entre os répteis; rãs e sapos entre os anfíbios; periquitos, pombos, sabiás, sanhaços e tucanos entre as aves; e ariranhas, capivaras, lontras e saguis entre os mamíferos.

## Demografia
Em 2010, a população do município foi contada pelo Instituto Brasileiro de Geografia e Estatística (IBGE) em 109 028 habitantes. Segundo o censo daquele ano, 53 930 habitantes eram homens e 55 098 habitantes eram mulheres. Ainda segundo o mesmo censo, 84 541 habitantes viviam na zona urbana e 24 487 na zona rural. Na primeira década do século XXI, o número de habitantes em São Mateus cresceu 20,56%, sendo, nesse período, um dos municípios com maior crescimento populacional do Espírito Santo. Já segundo estatísticas divulgadas em 2014, a população municipal era de 122 668 habitantes, sendo o sétimo mais populoso do estado. Da população total em 2010, 28 124 habitantes (25,80%) tinham menos de 15 anos de idade, 74 752 habitantes (68,56%) tinham de 15 a 64 anos e 6 152 pessoas (5,64%) possuíam mais de 65 anos, sendo que a esperança de vida ao nascer era de 75,6 anos e a taxa de fecundidade total por mulher era de 2,0.
O Índice de Desenvolvimento Humano Municipal (IDH-M) de São Mateus é considerado alto, segundo o Programa das Nações Unidas para o Desenvolvimento (PNUD) no ano de 2010. Seu valor era de 0,735, sendo então o oitavo maior de todo o estado do Espírito Santo e o 897º maior do Brasil. Considerando apenas a educação, o índice é de 0,655, o índice da longevidade é de 0,843; e o de renda é de 0,719. De 2000 a 2010, a proporção de pessoas com renda domiciliar per capita de até meio salário mínimo reduziu em 49,7% e em 2010, 84,6% da população vivia acima da linha de pobreza, 9,7% encontrava-se na linha da pobreza e 5,7% estava abaixo e o coeficiente de Gini, que mede a desigualdade social, era de 0,577, sendo que 1,00 é o pior número e 0,00 é o melhor. A participação dos 20% da população mais rica da cidade no rendimento total municipal era de 60,9%, ou seja, 19,9 vezes superior à dos 20% mais pobres, que era de 3,1%.
Evolução demográfica de São Mateus

### Etnias e emigração
São Mateus é uma cidade multirracial, originalmente povoado por índios, portugueses, africanos e, a partir do fim do século XIX, por italianos. Segundo o censo de 2010 do IBGE, em pesquisa de autodeclaração, a população era composta por 62 464 pardos (57,29%), 30 717 brancos (28,17%), 14 842 pretos (13,61%), 905 amarelos (0,83%) e 101 indígenas (0,09%). No mesmo ano, 108 897 habitantes eram brasileiros (99,88%), sendo 108 835 natos (99,82%) e 62 naturalizados brasileiros (0,06%), e 131 eram estrangeiros (0,12%).
Em relação à região de nascimento, 96 784 eram nascidos no Região Sudeste (88,77%),
10 324 no Nordeste (9,47%), 658 no Norte (0,60%), 378 no Sul (0,35%) e 298 no Centro-Oeste (0,27%). 85 647 habitantes eram naturais do estado do Espírito Santo (78,56%), sendo 59,017 naturais do município (54,13%). Entre os 23 381 naturais de outras unidades da federação (27,30%), Minas Gerais era o estado com maior presença, com 7,784 habitantes residentes (7,14%), seguido por São Paulo com 2 208 habitantes residentes (2,02%), e pelo Rio de Janeiro, com 1 144 habitantes (1,05%). Estudos mostram que a desigualdade econômica atinge a população negra e, dentre desse extrato as mulheres, com menores índices de escolaridade e os mais baixos salários.  Segundo o IBGE passou-se de 10.680 (Censo IBGE, de 1970) para 77.112 pessoas (76,31% de 101.051) (IBGE para 2006).

### Religião
| Religião em São Mateus | Religião em São Mateus | Religião em São Mateus | Religião em São Mateus | Religião em São Mateus |
| ---------------------- | ---------------------- | ---------------------- | ---------------------- | ---------------------- |
| Religião               |                        |                        | Porcentagem            |                        |
| Catolicismo romano     | Catolicismo romano     |                        | 54,91%                 | 54,91%                 |
| Protestantismo         | Protestantismo         |                        | 33,23%                 | 33,23%                 |
| Sem religião           | Sem religião           |                        | 8,68%                  | 8,68%                  |
| Testemunhas de Jeová   | Testemunhas de Jeová   |                        | 1,19%                  | 1,19%                  |
| Espíritas              | Espíritas              |                        | 0,58%                  | 0,58%                  |
| Outros                 | Outros                 |                        | 1,41%                  | 1,41%                  |

De acordo com dados do censo de 2010 realizado pelo Instituto Brasileiro de Geografia e Estatística (IBGE), a população de São Mateus é composta majoritariamente por 59 867 católicos (57,41%), 36 227 protestantes (33,23%), 9 468 pessoas sem religião (8,68%) e 1 297 testemunhas de Jeová (1,19%). Há também  637 espíritas (0,58%), 51 seguidores de novas religiões orientais (0,05%), 50 candomblecistas (0,05%), 42 umbandistas (0,04%), 20 esotéricos (0,02%) e 12 budistas (0,01%). Além disso, 148 tinham religião não determinada ou com múltiplo pertencimento (0,14%) e 278 não souberam responder. A história do município registra inúmeras outras formas de religiosidade tais como as “Mesas de Santo”, “Cabula” ou “pemba”, regidos por Santa Bárbara, Santa Maria, Cosme e Damião e São Cipriano.
Igreja Católica Apostólica Romana

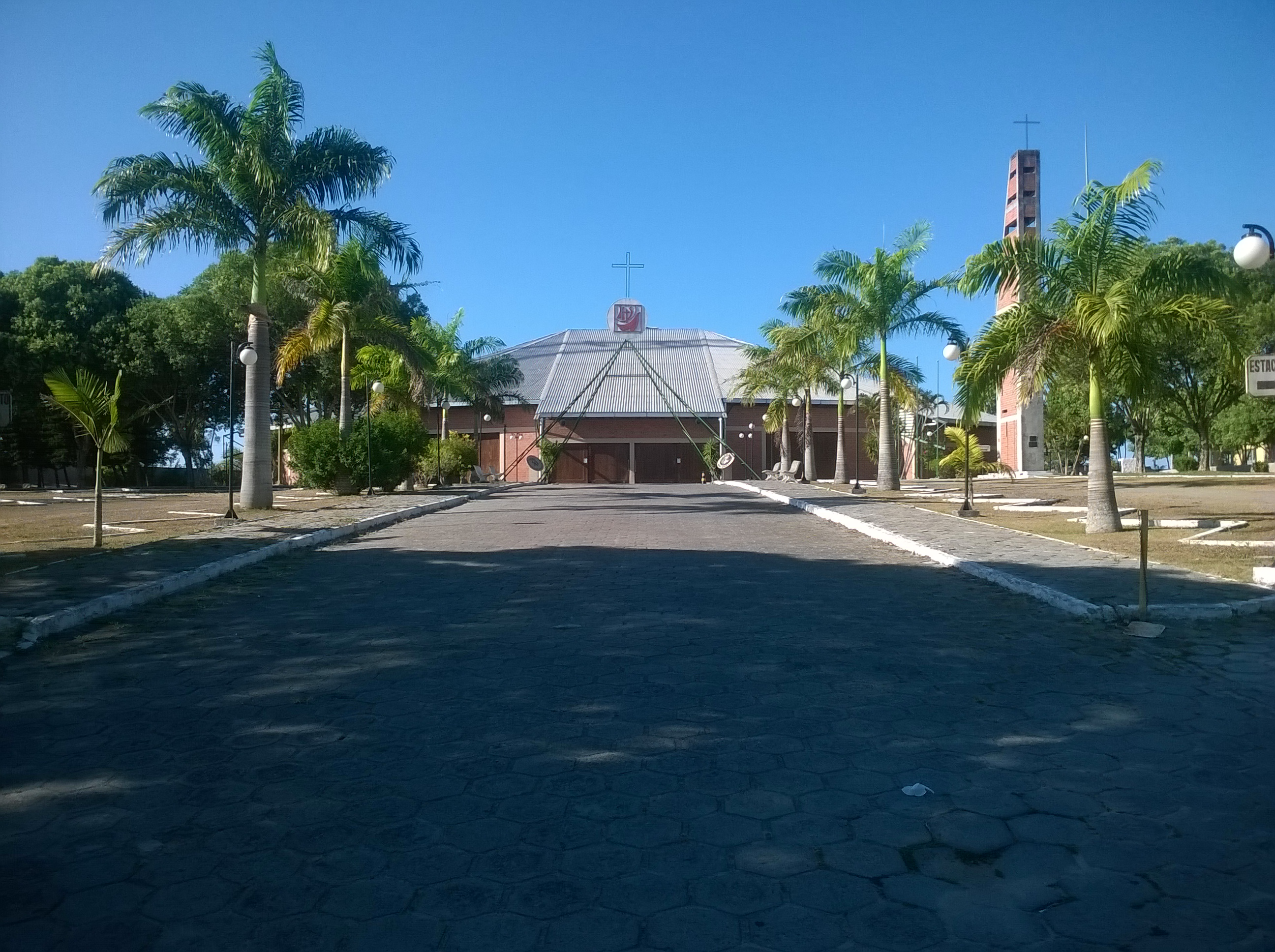
Catedral de São Mateus

Segundo divisão feita pela Igreja Católica, São Mateus está situada na Província Eclesiástica de Vitória do Espírito Santo, com sede em Vitória. A cidade representa a sé episcopal da Diocese de São Mateus, que foi criada pelo Papa Pio XII através da Bula Papal Cum Territorium em 16 de fevereiro de 1958, ao ser desmembrada da então Diocese do Espírito Santo, hoje Arquidiocese de Vitória.
Na cidade as comunidades são regidas por três paróquias, sendo elas: Paróquia São Mateus no Centro, Paróquia São Daniel Comboni em Guriri e Paróquia Santo Antônio no bairro Santo Antônio. Em outubro de 2015, a Diocese de São Mateus possuía Dom Paulo Bosi Dal’Bó como bispo titular, além de Dom Aldo Gerna como bispo emérito. Na mesma ocasião, a circunscrição também contava com 30 padres diocesanos, 10 padres combonianos, 2 frades capuchinhos, 2 diáconos  e 9 monjas beneditinas vivendo em clausura no Mosteiro Beneditino da Virgem de Guadalupe.
Igrejas Evangélicas
Embora tenha se desenvolvido sobre uma matriz social predominantemente católica, é possível encontrar atualmente na cidade presença de diferentes denominações protestantes. A cidade possui os mais diversos credos protestantes ou reformados, tendo destaque para a Assembleia de Deus com 9 843 membros, a Igreja Batista com 7 908, a Igreja Universal do Reino de Deus com 1 630 membros e a Igreja Cristã Maranata com 1 315 membros.

## Política e administração

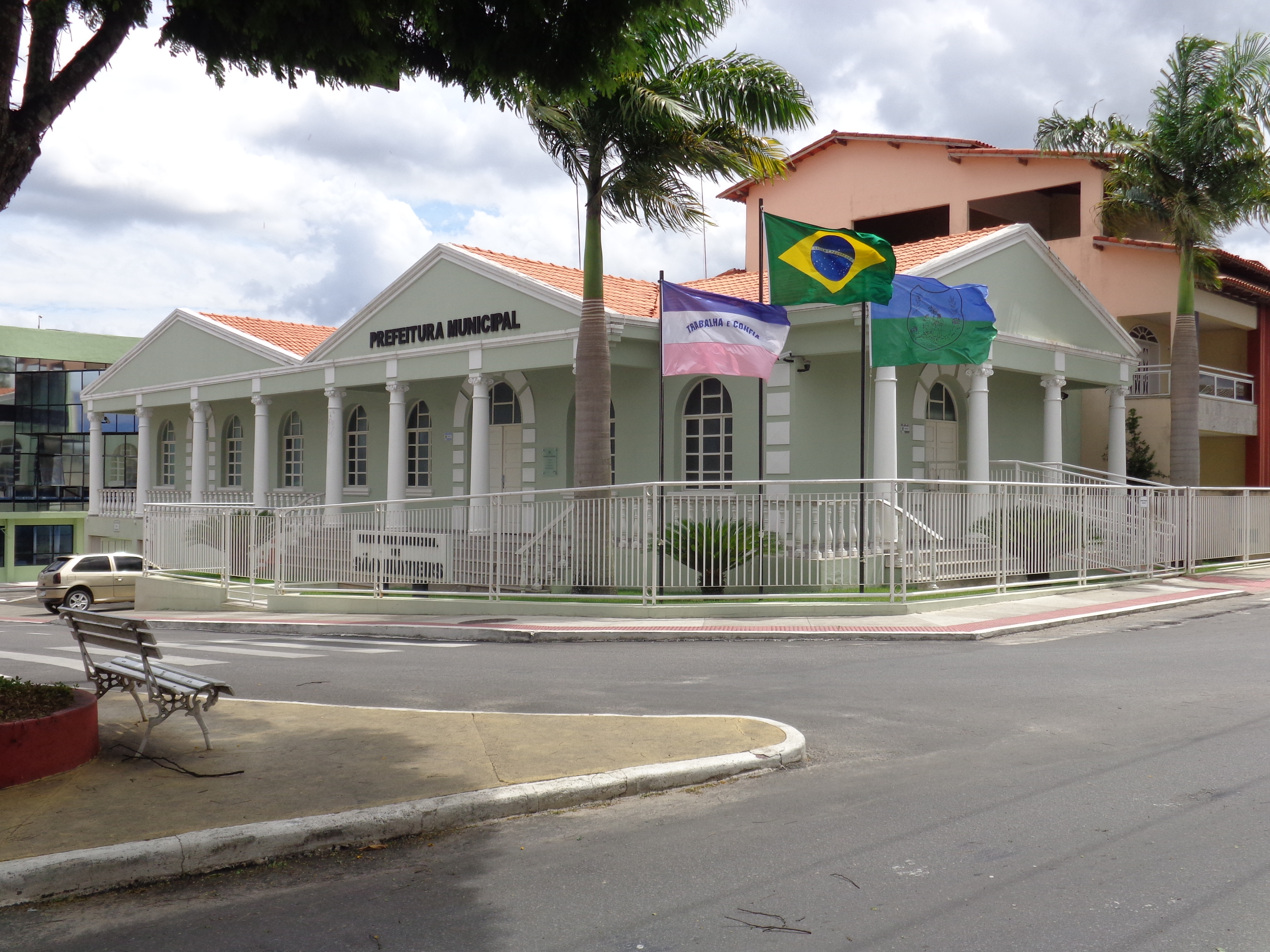
Sede da prefeitura

Segundo a Lei orgânica municipal, aprovada em 5 de abril de 1990, a administração municipal se dá pelos poderes executivo e legislativo. O primeiro representante do poder executivo foi João dos Santos Neves, então Presidente do Governo Municipal, cabendo ressaltar que anteriormente a administração era feita de forma integral pela Câmara de Vereadores. Amadeu Boroto, do Partido Socialista Brasileiro (PSB), é o prefeito eleito nas eleições municipais em 2012, ao conquistar um total de 38 742 votos (69,27% dos eleitores), tendo Keydson Quaresma Gomes como vice-prefeito.
O poder legislativo, por sua vez, é constituído pela câmara municipal, composta por onze vereadores eleitos para mandatos de quatro anos (em observância ao disposto no artigo 29 da Constituição) e em janeiro de 2015 estava composta por quatro cadeiras do Partido Socialista Brasileiro (PSB); duas cadeiras do Partido da Mobilização Nacional (PMN); uma cadeira do Partido Social Democrático (PSD); uma cadeira do Partido Comunista do Brasil (PC do B); uma cadeira do Partido Humanista da Solidariedade (PHS); uma cadeira do Partido dos Trabalhadores (PT) e uma do Partido Democrático Trabalhista (PDT). Cabe à casa elaborar e votar leis fundamentais à administração e ao executivo, especialmente o orçamento participativo (Lei de Diretrizes Orçamentárias).
A cidade sedia a Comarca de São Mateus, que é classificada como de terceira entrância e cuja área abrange apenas ao próprio município. Havia 77 697 eleitores em dezembro de 2014, o que representava 2,923% do total do estado do Espírito Santo. São Mateus também possui duas cidades-irmãs, sendo estas Sondrio (Itália ) e Luoyang (China ). A iniciativa de adotar Sondrio como cidade-irmã é da Diocese de São Mateus, visto que Dom Aldo Gerna, bispo emérito da diocese, é natural dessa cidade. Já a parceria com Luoyang é iniciativa do poder executivo municipal e visa a cooperação comercial entre as duas cidades.

## Subdivisões
O município de São Mateus é subdividido em cinco distritos, sendo eles: Barra Nova, Itauninhas, Nestor Gomes, Nova Verona e a Sede. Segundo o censo demográfico de 2010, a Sede contava com 77 090 habitantes, seguido de Barra Nova com 16 342, Nestor Gomes com 10 823, Itauninhas com 3 343 e Nova Verona com 1 430.. A cidade possuía em 2015, 56 bairros divididos em 6 zonas, 15 bairros na zona leste; 15 na Zona Oeste; 9 na Zona Central; 8 na Zona Sul; 7 na Baixada do Cricaré e 2 na Zona Norte. Dentre os bairros mateenses, Guriri destaca-se como o mais populoso, contando em 2010 com 12 470 habitantes.

### Bairros

#### Zona Central
| - Centro - Boa Vista - Forno Velho - Inocoop | - Lago dos Cisnes - Malvina - Nova Holanda | - Sernamby - São Carlos - Vintem |

#### Zona Norte
| - Jambeiro | - Litorâneo | - Villages |

#### Zona Sul
| - Cohab - Jaqueline - Morada do Ribeirão | - Nova Era - Nova Esperança - Ribeirão | - Rodocon - Seac |

#### Zona Leste
| - Areinha - Aviação - Blocos - Chiado - El Dourado - Guriri | - Lago do Cisnes - Liberdade - Mariricu - Pedra d'água - Rio Preto | - Nova Conquista - Parque Washington - Residencial Park - San Remo - Universitário |

#### Zona Oeste
| - Aroeira - Ayrton Senna - Bom Sucesso I - Bom Sucesso II - Bom Sucesso III | - Caiçaras - Colina - Morada Do Lago - Nova São Mateus - Novo Horizonte | - Santo Antônio - São Pedro - Vila Nova - Vila Verde - Vitória |

#### Baixada do Cricaré
| - Cacique I - Cacique II - Cricaré | - Santa Inês - Santa Terezinha | - Porto - Vila Maruim |

## Economia
| Divisão do PIB em 2012 | Divisão do PIB em 2012 |
| ---------------------- | ---------------------- |
| Setor                  | Valor                  |
| Primário               | R$ 278.692.000,00      |
| Secundário             | R$ 245.387.000,00      |
| Terciário              | R$ 854.086.000,00      |
| Impostos               | R$ 96.320.000,00       |
| Total                  | R$ 1.474.484.000,00    |

O Produto Interno Bruto (PIB) de São Mateus em 2012 era de aproximadamente um bilhão e quatrocentos mil reais, representando 49,8% do PIB total de sua microrregião, caracterizando-se assim como o maior desta e o décimo primeiro do estado. Do valor total do PIB mateense no referido ano, R$ 278.692.000 advieram do setor primário, R$ 245.387.000 do setor secundário, R$ 854.086.000 do setor terciário e R$ 96.320.000 foram arrecadados com impostos sobre produtos líquidos de subsídios a preços correntes. O PIB per capita era de R$ 13.184,81.
Em 2010, 71,3% da população maior de 18 anos era economicamente ativa, enquanto que a taxa de desocupação era de 8,7%.
Setor primário
O setor primário gerou, em São Mateus, aproximadamente 280 milhões de reais de 2012, caracterizando-se como o segundo setor em contribuição para o Produto Interno Bruto. Em 2010, das pessoas ocupadas na faixa etária de 18 anos ou mais do município, 22,75% trabalhavam no setor agropecuário e 2,82% na indústria extrativa. Dentre as atividades primárias mateenses, possuem relativo destaque as extrações de petróleo e gás natural, a silvicultura e a plantação de coco verde. No entanto, também merecem destaque as culturas de macadâmia, café, pimenta do reino e, em menor escala, a fruticultura e a pecuária.

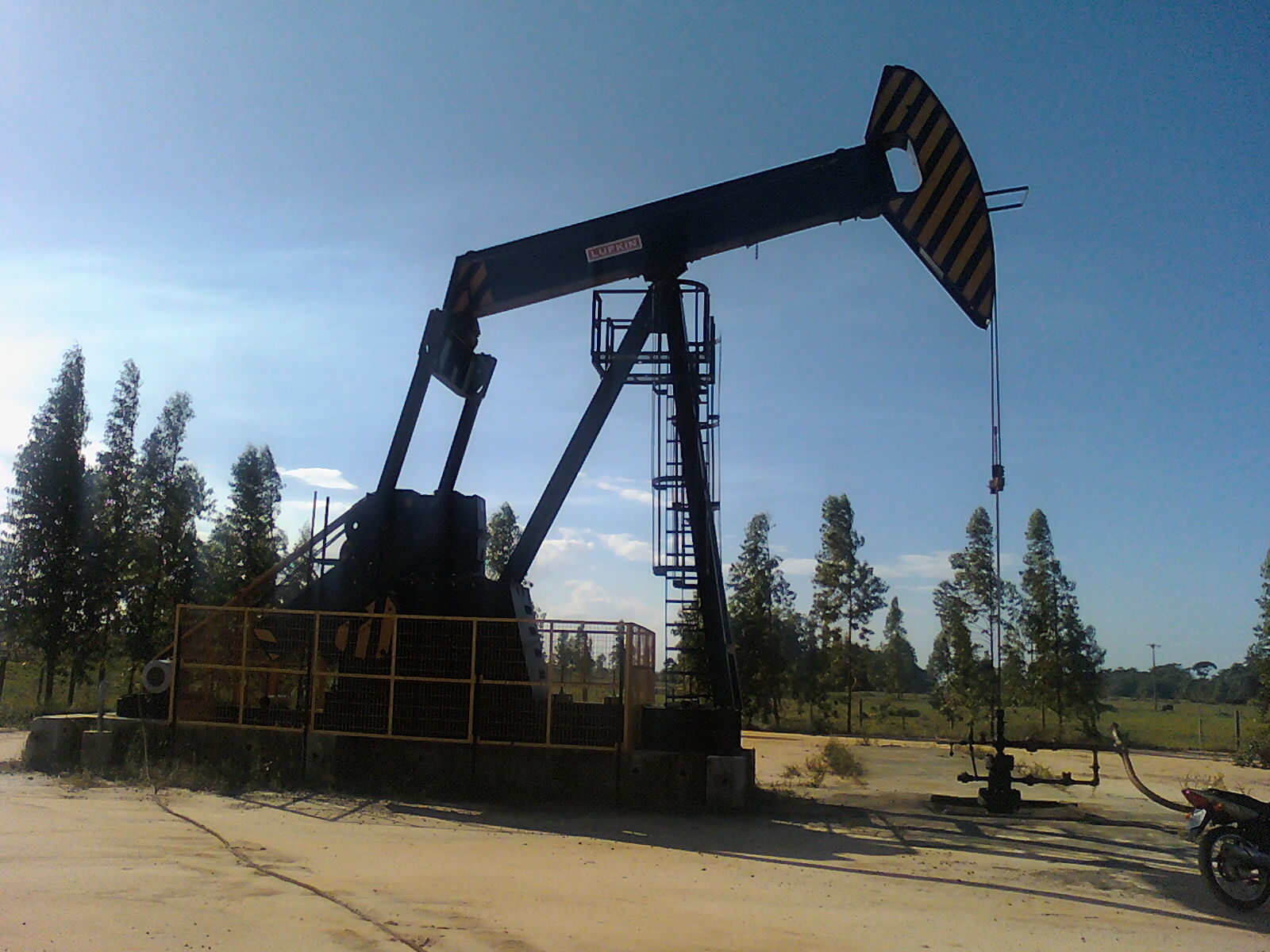
Extração de petróleo na região do Nativo

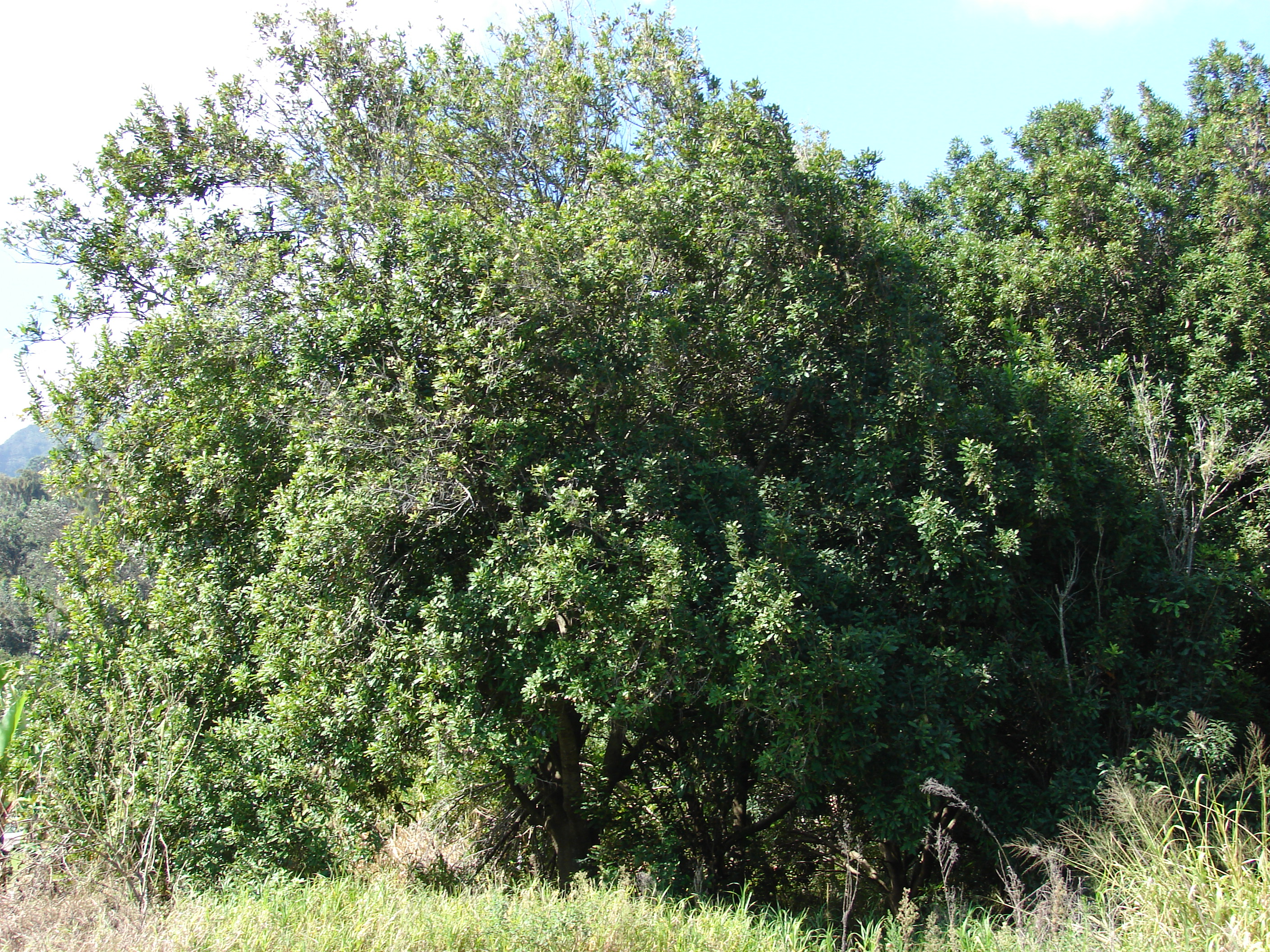
Um pé de macadâmia

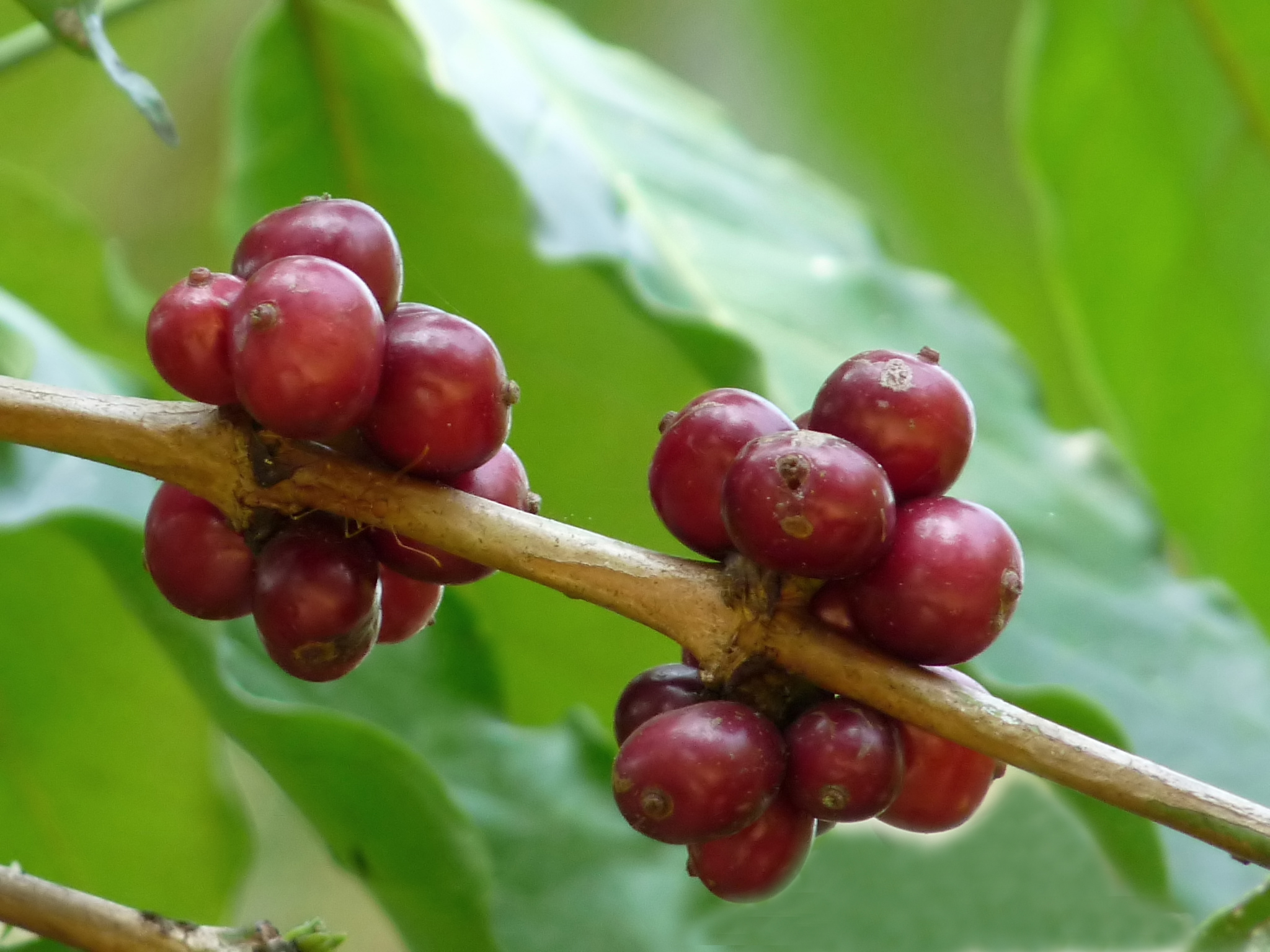
Frutos maduros do café conilon

- Petróleo e Gás Natural: As primeiras descobertas de jazidas produtivas de petróleo e gás natural do Espírito Santo ocorreram em São Mateus, no ano de 1967.[91][92] Segundo dados do Instituto Capixaba de Pesquisa, Assistência Técnica e Extensão Rural (INCAPER), no ano de 2013, foram produzidos, em média, 2800 barris de petróleo por dia, em 150 poços em terra e na Plataforma de Cação, sendo o município responsável por 23% da produção petrolífera capixaba.[93]
- Silvicultura: A produção de eucalipto apresenta-se como a principal cultura presente no município. Foi inserida pela Aracruz Celulose na cidade no início da década de 70.[92] Em 2013 foram colhidos 745.124 metros cúbicos desta madeira, dos quais 700.581 m³ foram destinados à produção de celulose, 15.537 m³ para a produção de carvão e 29.006 m³ tiveram fins diversos.[94]
- Coco Verde: São Mateus destaca-se nacionalmente por ser o terceiro maior produtor de coco verde do Brasil. Em 2010 o município apresentava uma produção de aproximadamente 75 milhões de frutas por ano. Este valor representa 3,66% da produção nacional, 25% da produção da Região Sudeste e aproximadamente 48% da produção capixaba, utilizando 3740 ha de área plantada.[95]
- Macadâmia: A produção de macadâmia confere ao município o título de segundo maior produtor deste fruto no Brasil. Inserida em São Mateus por volta da segunda metade da década de 80, apresentava em 2012 uma produção de pouco mais de 300 ton por ano, utilizando aproximadamente 500 ha de área plantada. Vale ressaltar que, desta produção total, cerca de 98% é exportada para Estados Unidos e China.[96][97]
- Café: No município, destaca-se a produção de café da variedade Conilon, sendo o sexto maior produtor deste no estado.[98] Segundo o IBGE, em 2013 foram produzidas 21 mil toneladas deste grão em 12.500 ha. O rendimento médio foi de 1.620 quilos por hectare, gerando uma receita aproximada de 82 milhões de reais.[99]
- Pimenta do Reino: O Estado do Espírito Santo apresenta-se como segundo maior produtor de pimenta do reino do Brasil, sendo São Mateus seu maior produtor.[100]. Em 2013 o IBGE estimou uma produção de 4.480 toneladas em 1.600 ha de área plantada, conferindo um rendimento médio de 2.880 quilos por hectare e gerando uma receita aproximada de 52 milhões de reais.[99]
- Fruticultura: Não há no município destaque para outra cultura frutífera que se não a de coco. No entanto, pode-se salientar que no ano de 2013 ouve a produção de 6.720 toneladas de banana, 900 toneladas de limão, 56.700 toneladas de mamão, 75 toneladas de manga, 6.000 toneladas de maracujá e 210 toneladas de uva.[99]
- Pecuária: No ano de 2013 o IBGE estimou no município um rebanho de 88.732 bovinos, 5.100 suínos, 2.080 ovinos, 227 bufalinos, 4.520 equinos, 408 caprinos e 49.220 aves, sendo, dentre estas, 9.610 galinhas. Também se pode salientar que a cidade produziu 9.406 litros de leite de 8.509 vacas. Foram produzidas 27 mil dúzias de ovos de galinha e 108 mil quilos de mel de abelha. Além disso houve uma produção de 85.000 quilos de Tilápia em cativeiro.[101]

Setores secundário e terciário
Em 2010, 6,45% da população ocupada trabalhava na indústria de transformação, sendo que 245.387 mil reais do PIB municipal são do valor adicionado bruto da indústria (setor secundário), que configura-se atualmente como a menor fonte geradora do PIB mateense dentre os três setores de produção. Ainda assim, a indústria é o setor que vem apresentando maior crescimento dentro do município. Isto se dá pela instalação de plantas industriais tais como o Termina Norte Capixaba e as fábricas de automóveis da Volare e da Agrale.
Em 2010, das pessoas economicamente ativas, 8,80% trabalhavam no setor de construção, 1,06% nos setores de utilidade pública, 15,06% no comércio e 37,21% no setor de serviços, sendo, em 2012, o setor que gerou a maior parcela do PIB mateense: R$ 854.086.000,00.

## Infraestrutura

### Saúde
Em 2009, o município possuía 63 estabelecimentos de saúde entre hospitais, pronto-socorros, postos de saúde e serviços odontológicos, sendo 32 deles públicos e 31 privados. Neles a cidade possuía 165 leitos para internação, sendo que 123 estão nos públicos e os 42 restantes estão nos privados, sendo que estes últimos atendiam ao Sistema Único de Saúde (SUS).
Em 2012, 68,8% dos partos realizados no município eram cesarianas e 1% das crianças nasceram sem realizar exames pré-natais. Ouve 1 óbito materno em 1748 nascimentos, o que representa uma taxa de 57,2 óbitos para cada 100 mil nascimentos e 20,5% das crianças nasceram de mães adolescentes, isto é, mães com menos de 20 anos. Em 2013, 96,1% das crianças com até 1 ano estava com a carteira de vacinação em dia.
Em 2012, foram registrados 21 casos de AIDS no município, sendo nove casos em homens e 12 em mulheres. Além disso, em 2011, foram registrados 648 casos de dengue, dois de malária e um de leishmaniose.
Segundo dados do Instituto Brasileiro de Geografia e Estatística (IBGE), em 2012 houve 512 casos de óbitos nos hospitais mateenses, sendo 384 homens e 242 mulheres. Dentre as causas mais frequentes, destacam-se 167 óbitos por doenças do aparelho respiratório, 124 por doenças do aparelho circulatório, 72 por doenças do aparelho digestivo e 58 óbitos provenientes de causas externas, tais como acidentes, lesões e envenenamentos.
A cidade conta com uma farmácia pública municipal que fornece medicamentos de forma gratuita.. Além disso, o município realiza campanha de vacinação contra gripe no mês de maio, e contra raiva animal no mesmo mês.

### Educação

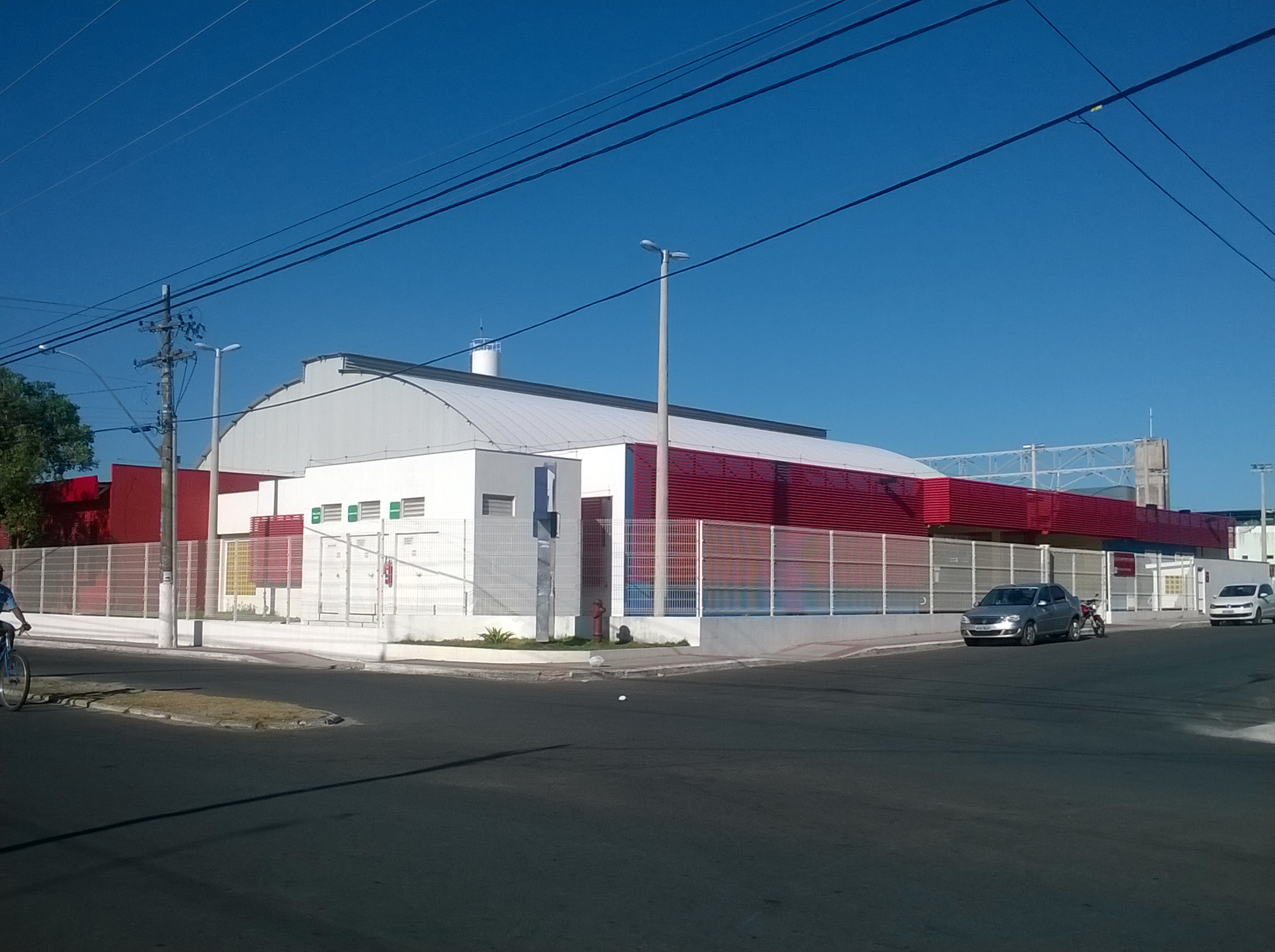
Colégio Polivalente

O Índice de Desenvolvimento da Educação Básica médio entre as escolas públicas de São Mateus era, no ano de 2013, de 5,4 nos anos iniciais e 4,3 nos anos finais . O municípios estava na posição 2 171 entre os 5 565 municípios do Brasil, quando avaliados os alunos dos anos iniciais e na posição 2 054 quando avaliado o IDEB dos anos finais. Além disso, dentre os 78 municípios capixabas, São Mateus encontrava-se na posição 36 nos anos iniciais e na posição 30 nos anos finais. Além disso, o valor do Índice de Desenvolvimento Humano (IDH) da educação era, em 2010, de 0,655, enquanto o do Brasil é 0,849. Em 1991, o índice era de 0,251.
O município contava, em 2012, com aproximadamente 26 582 matrículas nas redes públicas e particulares. Segundo o IBGE, naquele mesmo ano, das 81 instituições de pré-escola, 71 pertenciam à rede pública municipal e 10 eram particulares. Dentre as 90 escolas do ensino fundamental, 69 pertenciam à rede pública municipal, 11 a rede pública estadual e 10 eram particulares. Dentre as 13 instituições de ensino médio, 6 pertenciam à rede pública estadual, 1 a rede pública federal e 6 eram particulares. Também havia 282 docentes na pré-escola, 1 060 no ensino fundamental e  306 no ensino médio.
Em 2010, 55,68% dos jovens com mais de 18 anos possuíam o ensino fundamental completo e 43,49% possuíam o ensino médio. 96,28% das crianças entre 5 e 6 anos estavam frequentando a escola.
A cidade contava, em 2015 com o Instituto Federal do Espírito Santo (IFES) oferecendo educação em nível técnico e duas instituições de ensino superior federais, sendo elas o Centro Universitário Norte do Espírito Santo (CEUNES), pertencente a Universidade Federal do Espírito Santo (UFES) e um campus do Instituto Federal do Espírito Santo (IFES).
| Ensino pré-escolar | 3 415  | 282   | 81 |
| Ensino fundamental | 18 609 | 1 060 | 90 |
| Ensino médio       | 4 558  | 306   | 13 |

### Segurança pública e criminalidade

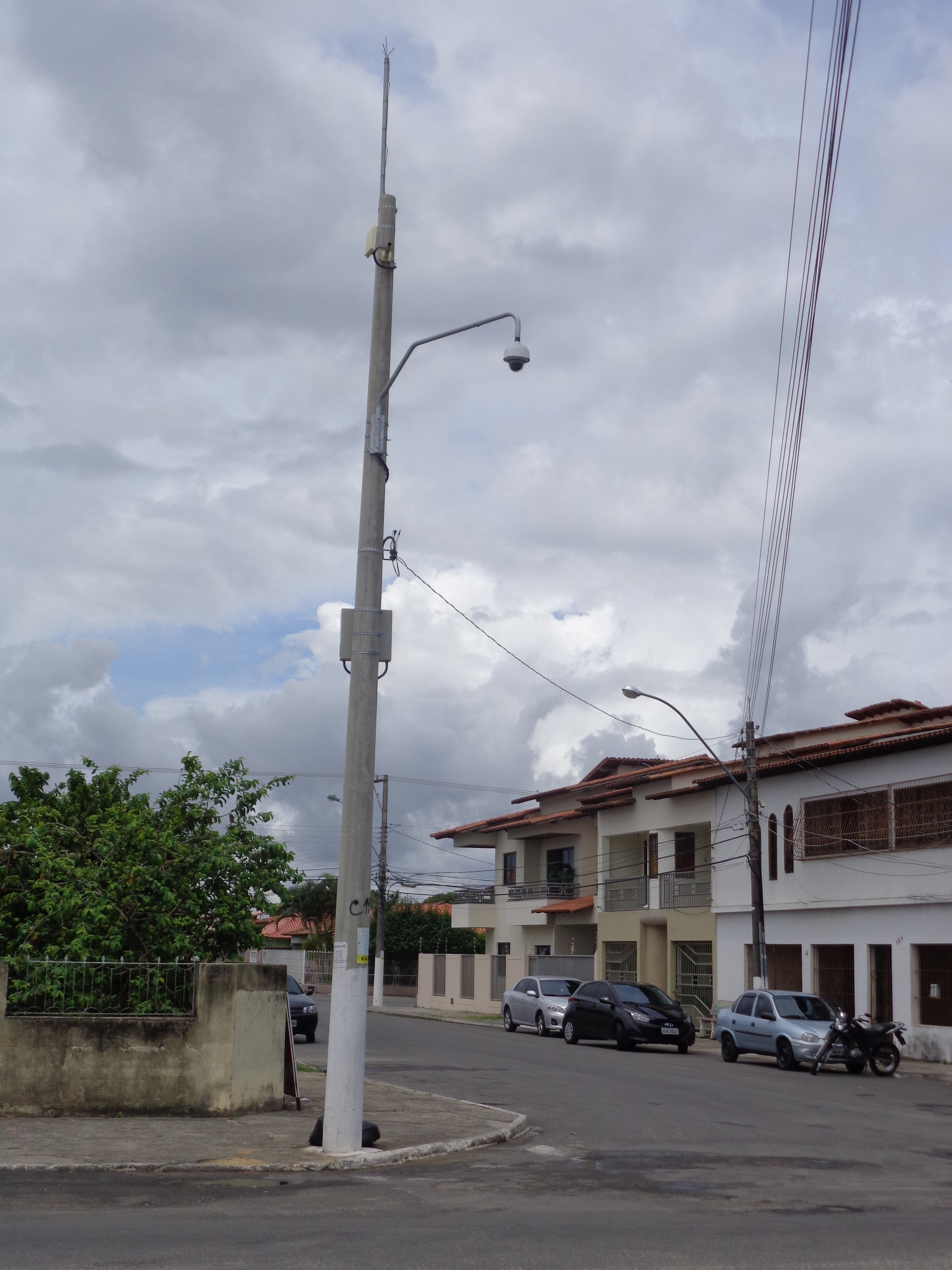
Serviço de monitoramento por câmera no município

Como na maioria dos municípios médios e grandes brasileiros, a criminalidade ainda é presente em São Mateus. Em 2012, o índice de homicídios para cada 100 mil habitantes era de 68,9, sendo o sexto município mais violento dentro do Espírito Santo e o 93° do Brasil. Levando-se em consideração os cidadãos que declaram-se negros ou brancos, a taxa de homicídio por etnia foi de 93,3 homicídios para cada 100 mil pessoas que declaravam-se negras e 9,5 para as que declaravam-se brancas. O índice de suicídios para cada 100 mil habitantes foi de 3,6, sendo o 21° a nível estadual e o 1008° a nível nacional. Já em relação à taxa de óbitos por acidentes de transito, o índice foi de 63,5 para cada 100 mil habitantes, sendo o segundo município em número de mortes no trânsito dentro do estado e o 54° a nível nacional.
O município conta com duas unidades prisionais. O Centro de Detenção Provisória de São Mateus, inaugurado em 2009, possui 350 vagas e tem por objetivo abrigar presos temporários ou que aguardam julgamento. A Penitenciaria Regional de São Mateus é gerida pela iniciativa privada, sendo reconhecida como modelo de gestão prisional. Inaugurada em 2011, atualmente conta com 534 internos, sendo que 76 destes são mulheres.
Em 2011 foi instalada no município uma Guarda Civil Municipal, que recebeu a denominação de Guarda Cidadã. Esta instituição recebeu por missão a proteção e a defesa do patrimônio público municipal, bem como dos usuários que o utiliza.
São Mateus abriga também o 13º Batalhão de Polícia Militar do Espírito Santo. Criado em 22 de junho de 2010, sendo originário da Quinta Companhia Independente, abrange os municípios de São Mateus, Conceição da Barra, Jaguaré e Pedro Canário e tinha em janeiro de 2015 o tenente Alex Voney de Almeida como comandante. Além disso o município abriga a Décima Oitava Delegacia Regional de Polícia Civil e uma Delegacia da Polícia Federal.

### Habitação, serviços e comunicações

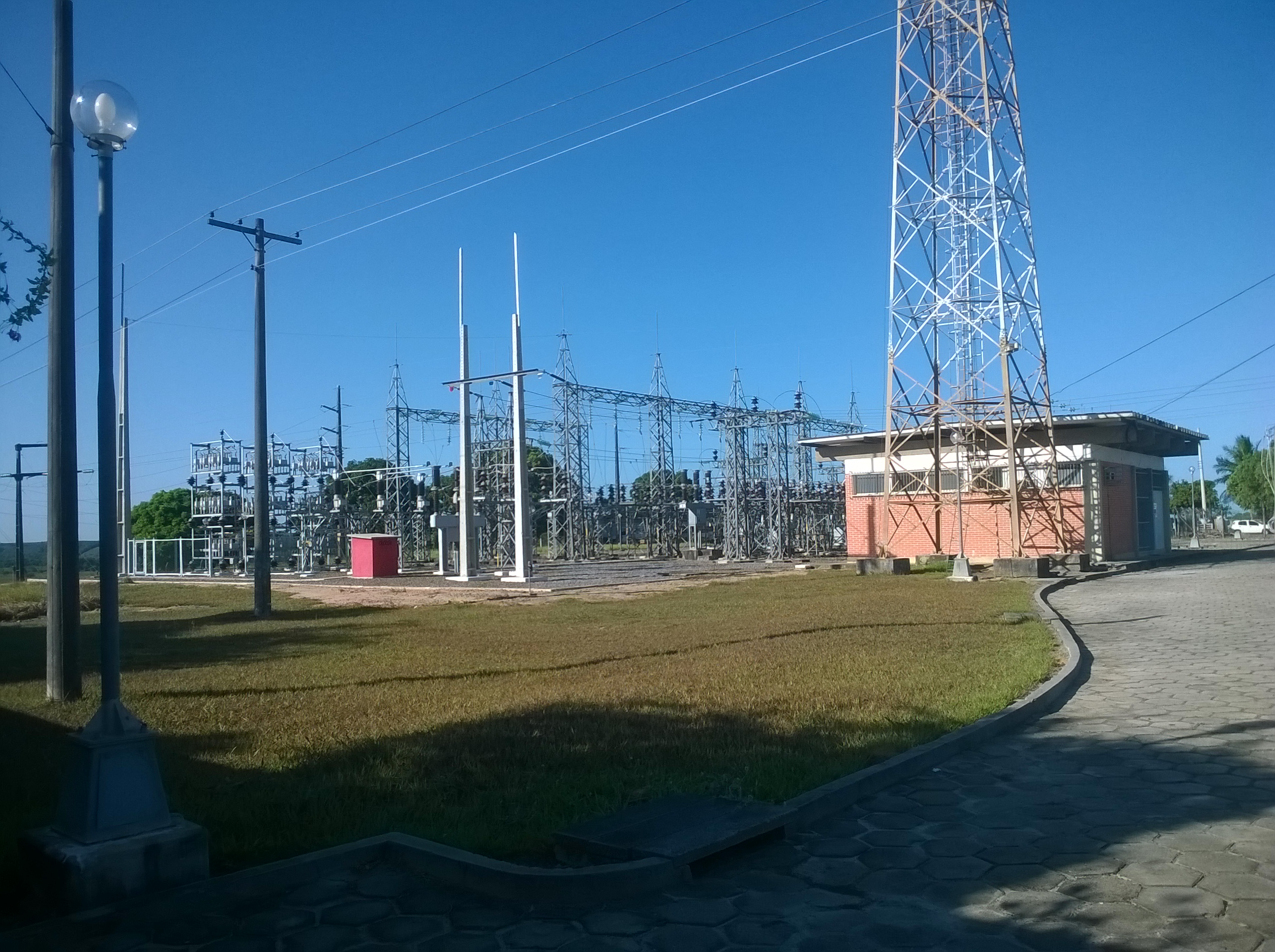
Subestação da Escelsa

No ano de 2010, segundo o IBGE, a cidade tinha 32 729 domicílios particulares permanentes, sendo 25 714 na área urbana e 7 015 na zona rural. Do total de domicílios, 28 851 eram construídos em alvenaria revestida, 3 456 de alvenaria não revestida, 167 de madeira reaproveitada, 97 de madeira aparelhada, 66 de estuqu revestido, 26 de estuque não revestido, 11 de palha e 52 de outros materiais.

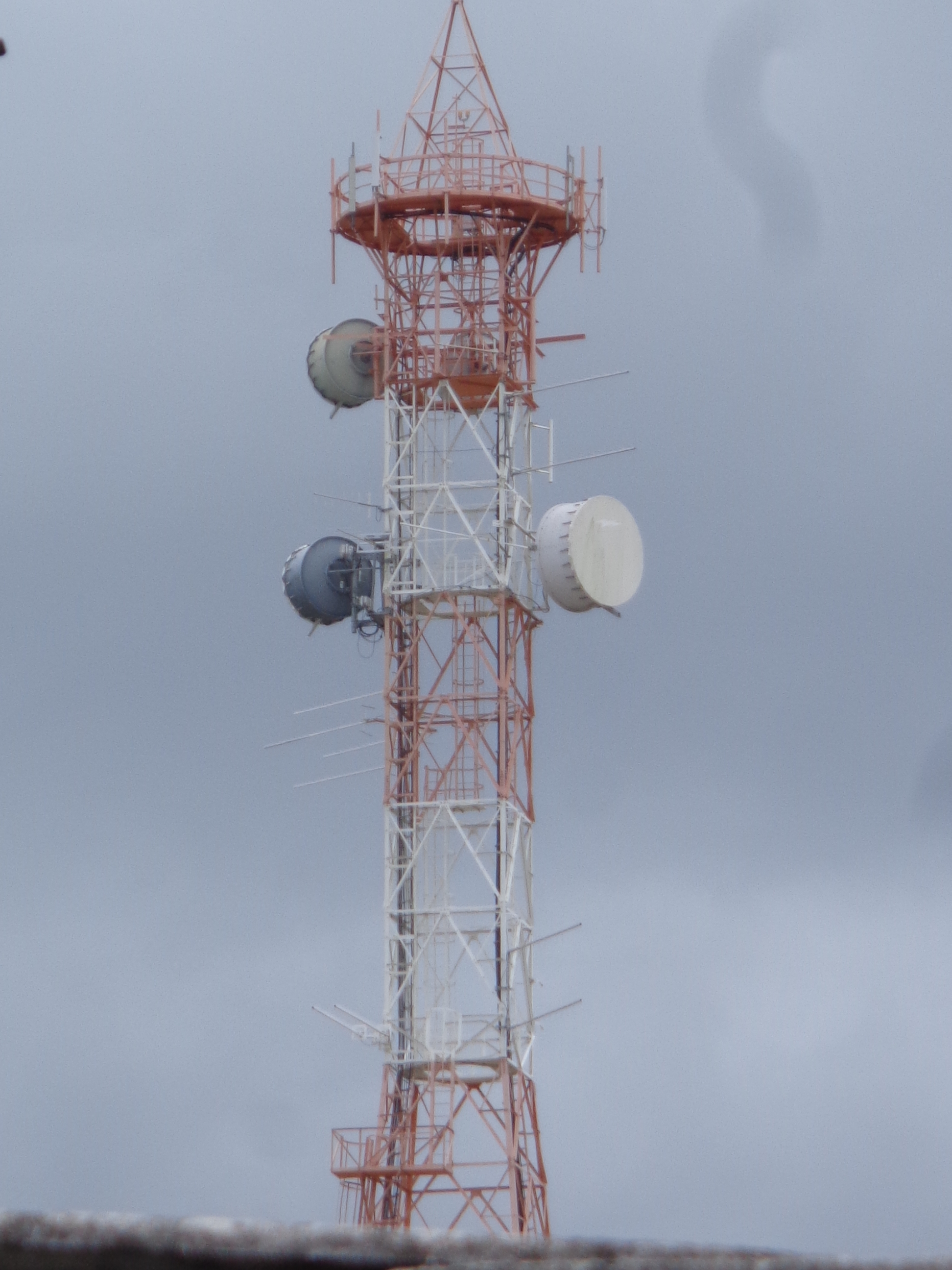
Torre da Oi Telecomunicações

Ainda segundo o IBGE, em 2010, dos 32 729 domicílios mateenses, 30 891 eram casas, 1 779 eram apartamentos, 73 eram cômodos ou cortiços e 50 eram casas de vilas ou em condomínios. Quanto à condição de ocupação dos imóveis, 23 647 domicílios eram próprios, 5 858 eram alugados, 3 236 eram cedidos e 52 encontravam-se em outras condições. Com relação ao fornecimento de água, 26 154 domicílios possuíam abastecimento de água proveniente de rede geral, 6 103 de poço, nascente ou cisterna, 223 de caminhão pipa, 165 de água da chuva armazenada em cisterna, 24 de rios, lagos, córregos e igarapés, 124 de outras formas. Quanto aos destino do lixo, 27 299 domicílios tinham o lixo coletado, 5 142 queimavam seu lixo, 221 jogavam em terreno baldio, 87 enterravam, dois jogavam em rio ou mar e 42 davam outros destinos. Por fim, 32 664 domicílios possuíam energia elétrica, sendo que 129 não possuíam.
A empresa responsável pelo fornecimento de água e tratamento de esgoto é a autarquia Serviço Autônomo de Água e Esgoto (SAAE). Atualmente o SAAE atende a 80% dos domicílios mateenses com água tratada. Possui no município duas Estações de tratamento de água, sendo uma na sede do município, que realiza a captura de água no rio São Mateus, e outro em Guriri, que faz a captura de água no rio Mariricu e possui equipamentos para realizar a dessalinização de água salobra, quando este rio passa por períodos de seca.
A responsável pelo abastecimento de energia elétrica em São Mateus é a Espírito Santo Centrais Elétricas S. A. (Escelsa), subsidiária da EDP no Brasil, que atende a 67 dos 78 municípios do estado do Espírito Santo. Ainda há serviços de internet discada e banda larga (ADSL) sendo oferecidos por diversos provedores de acesso gratuitos e pagos. O serviço telefônico móvel, por telefone celular, é oferecido pelas operadoras Claro, Oi, Tim e Vivo. O código de área (DDD) de São Mateus é 027 e o Código de Endereçamento Postal (CEP) da cidade vai de 29930-210 a 29949-990.
A cidade possuía, em janeiro de 2015, dois jornais, sendo eles a Tribuna do Cricaré e a Folha Acadêmica. Possuía também 5 canais de rádio, sendo a Rádio Cricaré na frequência 1120 AM e quatro rádios operando em FM, sendo elas a Rádio Ilha 87,9 FM, a Rádio Kairós 94,7 FM, a Rádio Musical 105,1 FM e a Rádio SIM  105,9 FM.

### Transportes
Aeroviário
O município conta com o Aeroporto Tancredo de Almeida Neves. Este aeródromo recebeu, durante a década de 50, voos regulares da extinta NAB, sendo que, atualmente, não conta com linhas comerciais, estando apto a receber helicópteros e aeronaves com até 50 passageiros. Há a previsão da ampliação de sua pista, que atualmente conta com 1 350 m e passaria a ter 1 650 m, além da troca de toda a iluminação noturna, que atualmente só é acionada quando solicitado.
Rodoviário

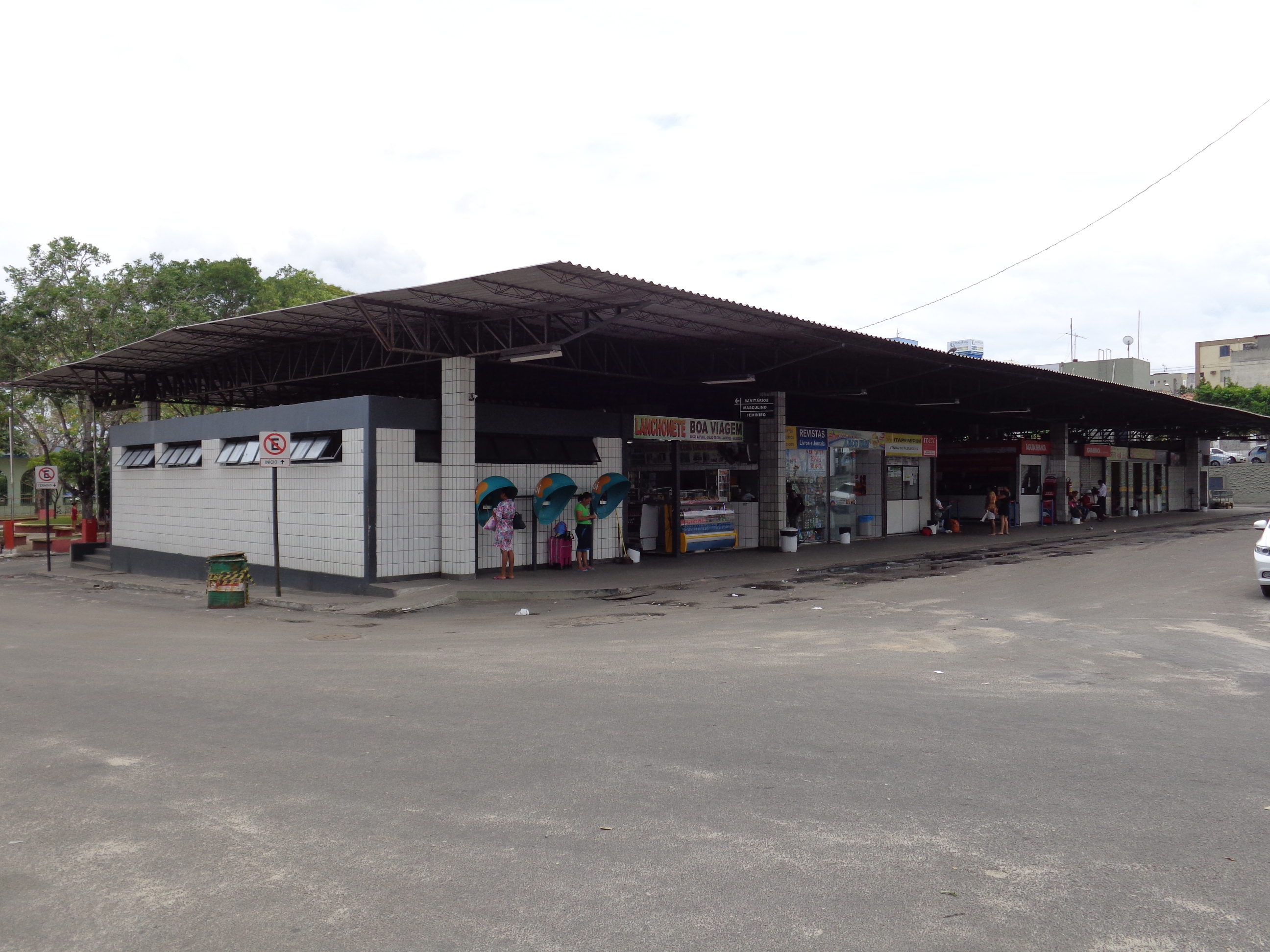
Rodoviária da Águia Branca

São Mateus tem uma boa malha rodoviária que a liga a várias cidades do interior do estado e às principais metrópoles da Região Sudeste do Brasil. A primeira estrada de rodagem foi aberta no município entre os anos de 1937 e 1938 e ligava São Mateus à então Vila de Linhares. Segundo o Departamento de Estradas de Rodagem do Estado do Espírito Santo (DER-ES), o município é cortado por 3 rodovias federais, sendo elas a BR-101, que corta toda a região litorânea do Brasil, sendo uma rodovia privatizada dentro do Espírito Santo; a BR-381, que tem início no município e o liga aos estados de Minas Gerais e São Paulo; e a BR-342, que liga o Espírito Santo à Bahia. Também conta com dez rodovias estaduais, sendo que 6 são pavimentadas, uma atravessa processo de pavimentação, uma está sendo duplicada e as demais são em leito natural.

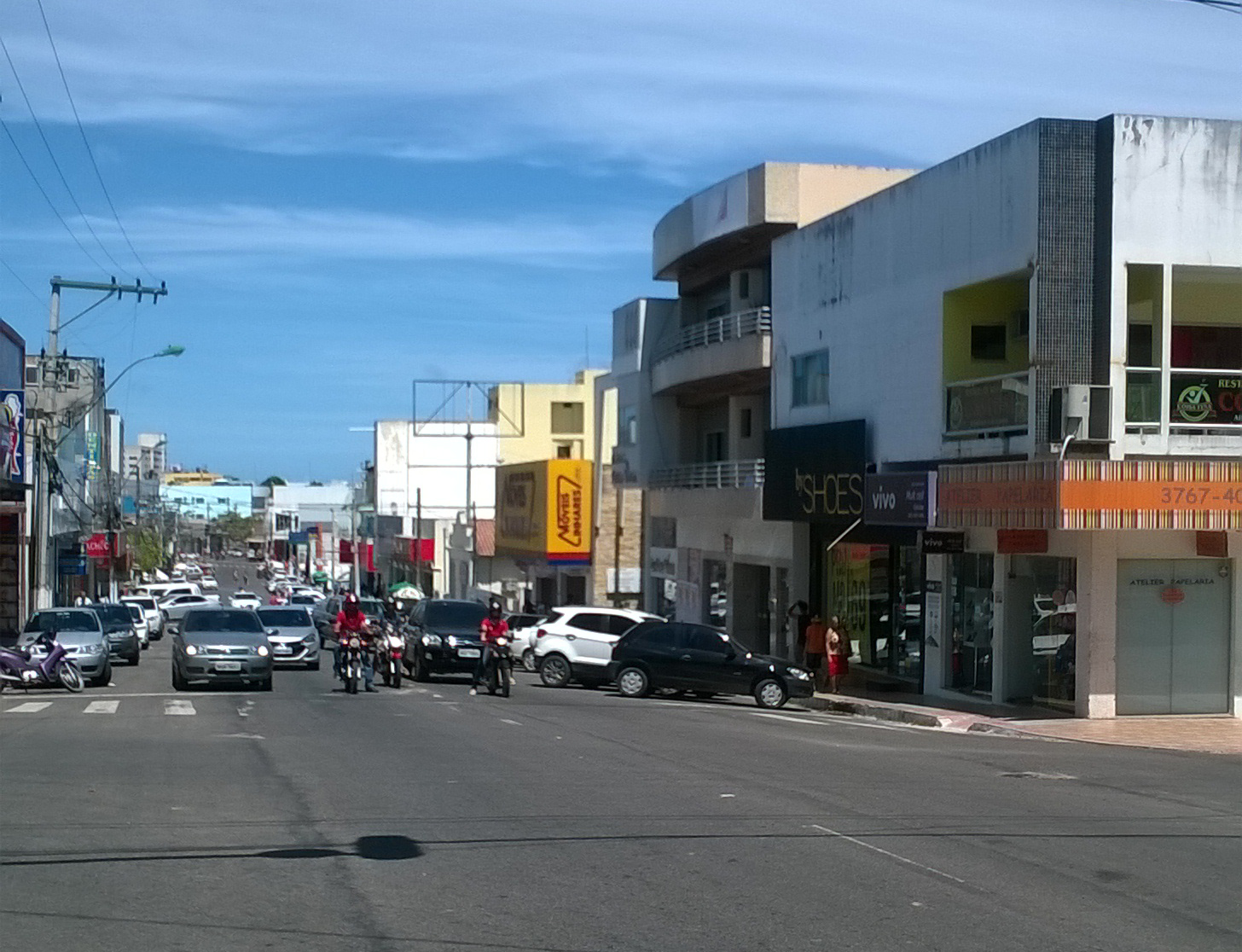
Avenida José Tozzi, no Centro

O município não possui rodoviária pública, no entanto, existem dois terminais privados, sendo uma de propriedade da Viação Águia Branca, que atende a si própria e à Viação Itapemirim, e um terminal pertencente à Viação São Gabriel, que além de si, atende à Viação Gontijo, à Viação São Geraldo e à Viação Nacional.
Urbano
A Secretaria Municipal de Obras, Infraestrutura e Transporte é responsável pelo controle e manutenção do trânsito do município, desde a fiscalização das vias públicas e comportamento de motoristas e pedestres até a elaboração de projetos de engenharia de tráfego, pavimentação, construção de obras viárias e gerenciamento de serviços tais como os de táxis, alternativos, ônibus, fretados e escolares. O transporte coletivo de passageiros é realizado, desde 1975, pela empresa Viação São Gabriel Ltda. Também há na cidade os serviços de táxi e moto-táxi.
Em 2013, segundo o IBGE, a cidade contava com uma frota de 40 320 veículos, sendo que 19 143 eram automóveis, 10 806 eram motocicletas, 3 442 eram caminhonetes, 3 227 eram motonetas, 1 118 eram caminhões, 659 eram camionetas, 371 eram ônibus, 164 eram caminhões tratores, 148 eram utilitários, 117 eram tratores e havia 1 106 veículos de outras classificações.
Ferroviário
De 1923 a 1941, a cidade era cortada e atendida pela Estrada de Ferro São Mateus, que a ligava ao município de Nova Venécia, que na época ainda era um núcleo pertencente à São Mateus.
A ferrovia possuía bitola de 60 cm e realizava o escoamento de madeira e café da região ao antigo porto fluvial da cidade, além do transporte local de passageiros, contando com 68 km de via férrea e sem se ligar a nenhuma outra ferrovia.
Obteve vida curta, sendo desativada e erradicada no ano de 1941 e tendo em seguida, todos os seus trilhos e materiais vendidos pelo Governo Estadual, que com o dinheiro arrecadado construiu uma caixa d'água na cidade, hoje situada próxima ao Museu Histórico Municipal.
Quase não há mais nenhum vestígio da antiga ferrovia em São Mateus, apenas o prédio de sua sede que foi mantido para outros usos. O seu antigo leito ferroviário deu lugar à Rodovia Miguel Curry Carneiro (ES-381), atualmente fazendo parte da BR 381 e sendo este trecho de propriedade do Governo Estadual, justificando a mudança de nomenclatura.

## Cultura

### Teatro, música e eventos

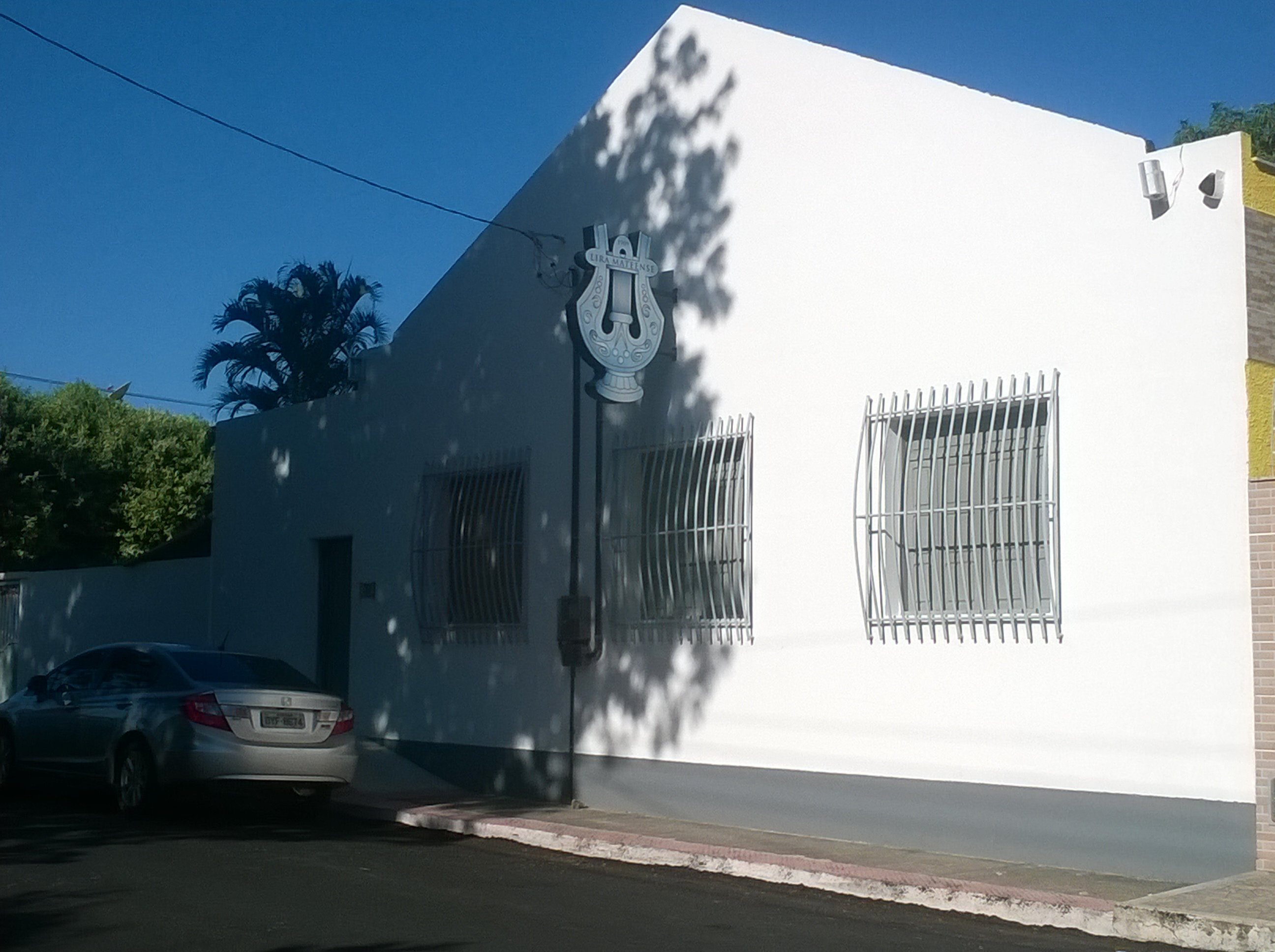
A sede da Lira Mateense

São Mateus foi a primeira cidade do Espírito Santo a possuir um teatro. Há registros no município de vários grupos de teatro ao longo de sua história, dentre estes podem ser citados o Grupo Mateense de Teatro Amador (GRUMATA), o Grupo Improvisando Arte Teatral (IMPROART), o Grupo de Teatro Popular, a Academia Elenco de Teatro, o Grupo Épico de Teatro, a Companhia Teatral Gêneses do Interlúdio e o Grupo de Teatro Ascensão, que realiza a encenação da Paixão de Cristo no Bairro Ponte desde 1987.
A cidade possui uma orquestra, que também atua como banda de fanfarra, denominada Lira Mateense. Fundada em 21 de setembro de 1909, caracteriza-se, ao lado da Orquestra Sinfônica do Estado do Espírito Santo, como os dois principais grupos do estado. Atua também na educação musical de jovens e adultos de forma gratuita tendo, atualmente, Datan Coelho como maestro. Além disso, várias outras bandas de música popular alcançaram notoriedade estadual e até nacional, podendo citar as extintas Bandoasis e Banda Black-Out, o extinto grupo Pinzindim e o grupo de forró Trio Chapahalls.
Com relação aos eventos, no mês de julho acontece, tradicionalmente, o Festival Nacional de Teatro (FENATE), que conta com apresentações de teatro de rua e oficinas de artes cênicas. As apresentações ocorrem na Praça Mesquita Neto, no Centro e no Largo do Chafariz, no Porto de São Mateus, onde os grupos teatrais disputam o Troféu Anchieta. Além disso também há: as festas a São Mateus, em setembro e de São Benedito, em dezembro, padroeiros da cidade; o aniversário da cidade, que é comemorado com shows nacionais, exposição agropecuária e desfiles cívicos, e apesar de ser celebrado em 21 de setembro, as festividades ocorrem durante vários dias; O Guriri Road Fest, um encontro nacional de motociclistas realizado desde 2003 na Ilha de Guriri; o Festival de Verão, que consiste em uma série de shows de bandas conhecidas nacionalmente e realizado em Guriri; o Reveillon, quando são realizados shows com artistas regionais ou conhecidos nacionalmente, havendo ainda queima de fogos de artifícios, além de outros eventos de menor importância.

### Pontos turísticos
São Mateus situa-se entre as cidades mais antigas do país e é possuidora de um dos mais expressivos conjuntos arquitetônicos coloniais do estado, o casario do Porto, tombado pelo Conselho Estadual de Cultura em 1976. Na cidade alta, encontram-se os bens patrimoniais mais antigos do município, construídos entre os séculos XVIII e XIX. Além disso, são encontrados no município praias, rios, cachoeiras, dunas e manguezais. Dentre os atrativos mateenses, pode-se citar:
Atrativos naturais

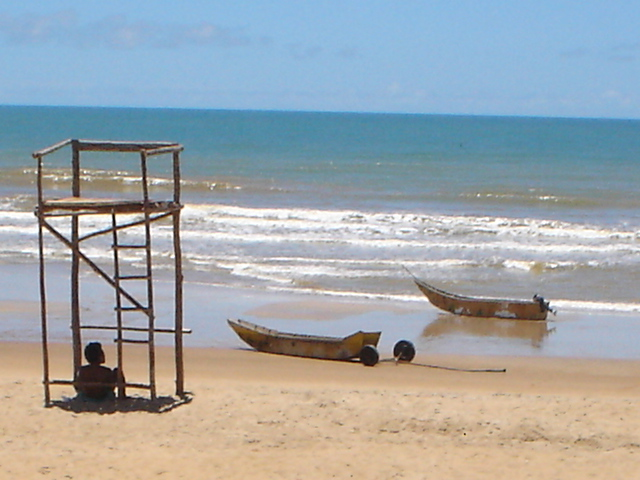
Praia de Guriri

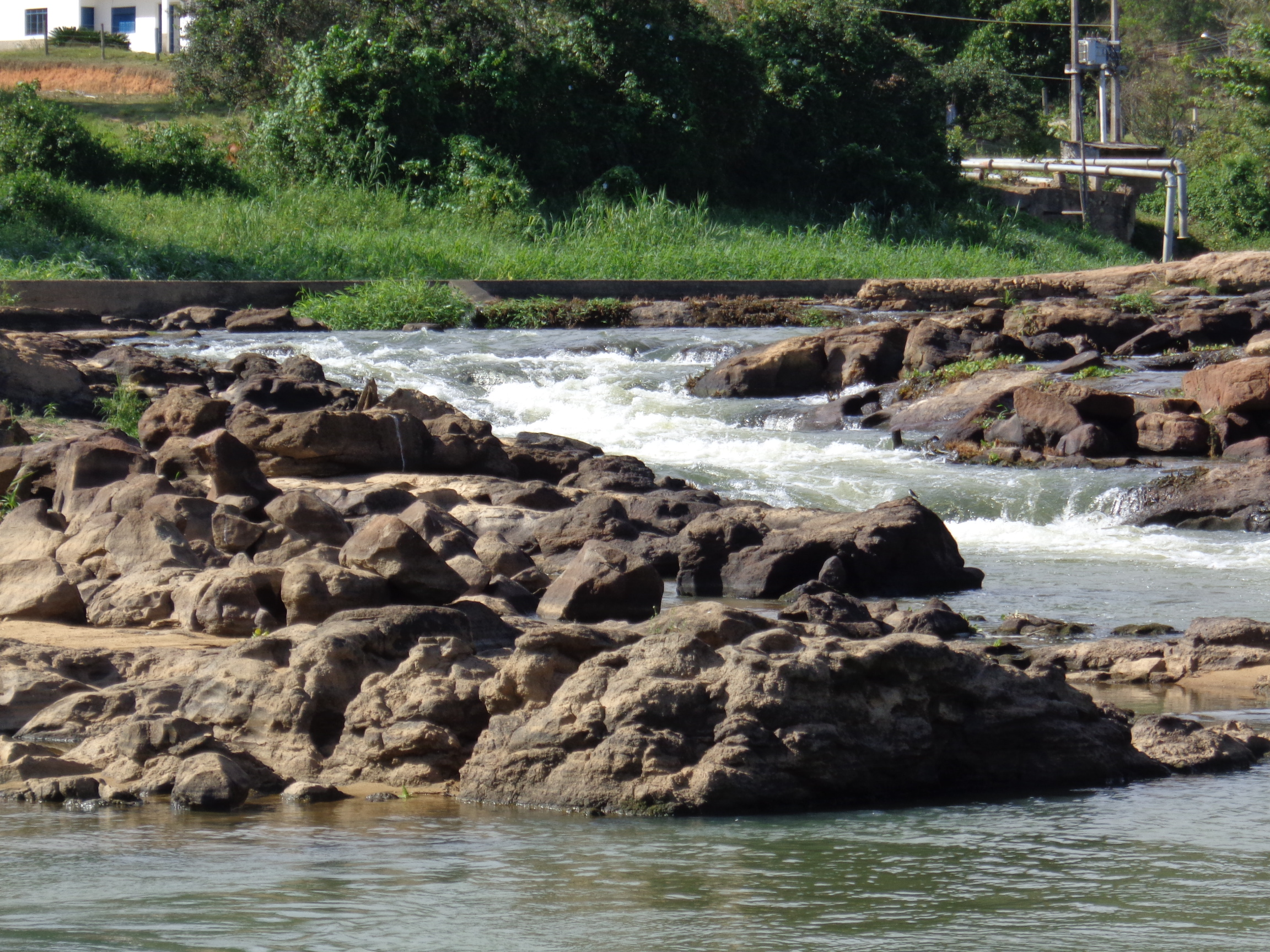
Cachoeira do Cravo

- Praia de Guriri: É a principal praia do município, estando localizada a 12 km de distância do Centro.[176] Possui águas agitadas e mornas, formando piscinas naturais na maré baixa.[37] De setembro a março ocorre o período de desova de tartarugas, sendo a praia reconhecida como exemplo de conservação, pois, mesmo registrando grande fluxo turístico, consegue adequar a iluminação e evitar a construção de barracas nas áreas onde as desovas ocorrem.[177] Além disso, quatro das sete espécies de tartarugas marinhas existentes no mundo desovam em Guriri[48][52][177]
- Praia de Barra Nova: Localizada 25 km ao sul de Guriri, na foz do rio Mariricu. Lá encontra-se uma pequena vila de pescadores de clima bucólico, manguezais, lagunas e arrecifes.[178] A formação dessa praia ocorreu com a abertura da barra artificial pelo comendador Reginaldo Gomes da Cunha, irmão do Barão dos Aymorés, visando a drenagem da lagoa da Suruaca e a subsequente utilização de suas terras na pecuária.[179]
- Praia de Urussuquara: Praia localizada junto a divisa com o município de Linhares, caracterizada por possuir vegetação de restinga no alto da orla, areia fina e amarelada em alguns trechos,[180] dunas, manguezais, um trecho com Mata Atlântica e a foz do Rio Barra Seca.[181] Seu mar é muito forte, sendo propício para a prática de surf e a pesca de Robalo.[180] "Urussuquara" é um termo proveniente da língua tupi e significa "toca do uru grande", através da junção dos termos uru ("uru"), usu ("grande") e kûara ("toca").[182]
- Cachoeiras: Dentro do município encontram-se três cachoeiras, todas no rio São Mateus[183]: a Cachoeira do Inferno, localizada no km 47 da Rodovia São Mateus x Nova Venécia, caracterizando-se como uma corredeira de mais de 1000 metros de comprimento, erroneamente nomeada como cachoeira. Seu nome está ligado a existência, no local, de um poço denominado Caldeirão do Diabo, responsável pela morte de muitos banhistas;[183] a Cachoeira da Jararaca, localizada pouco a baixo da Cachoeira do Inferno, sendo a mais utilizada por banhistas entre as três e a Cachoeira do Cravo, situada a 3 km da sede do Distrito de Nestor Gomes, sendo esta caracterizada pelo grande casarão as margens do rio São Mateus, construído no século XIX pelo Barão dos Aymorés para servir de engenho movido a água.[183]

Atrativos culturais

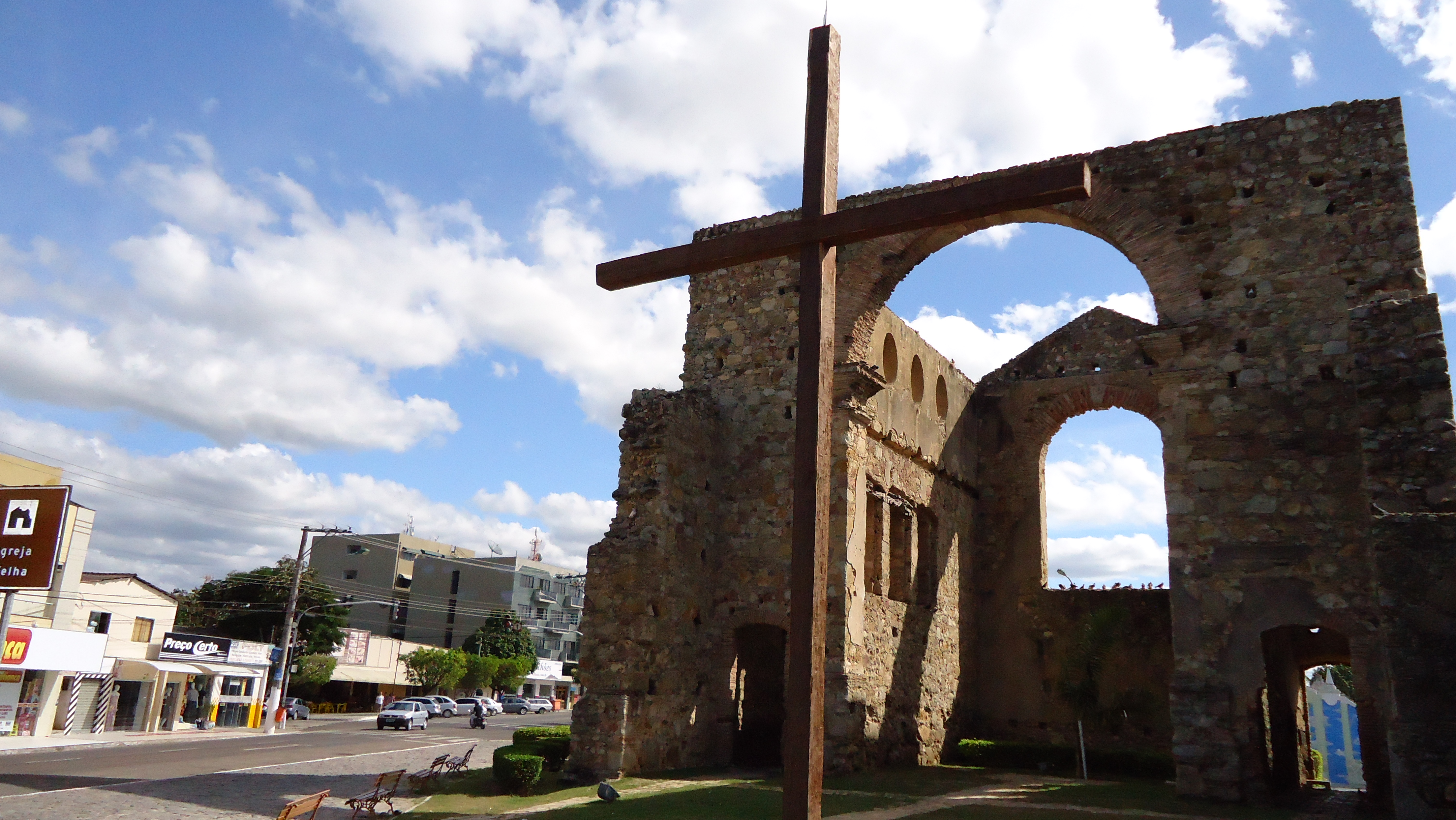
Igreja Velha

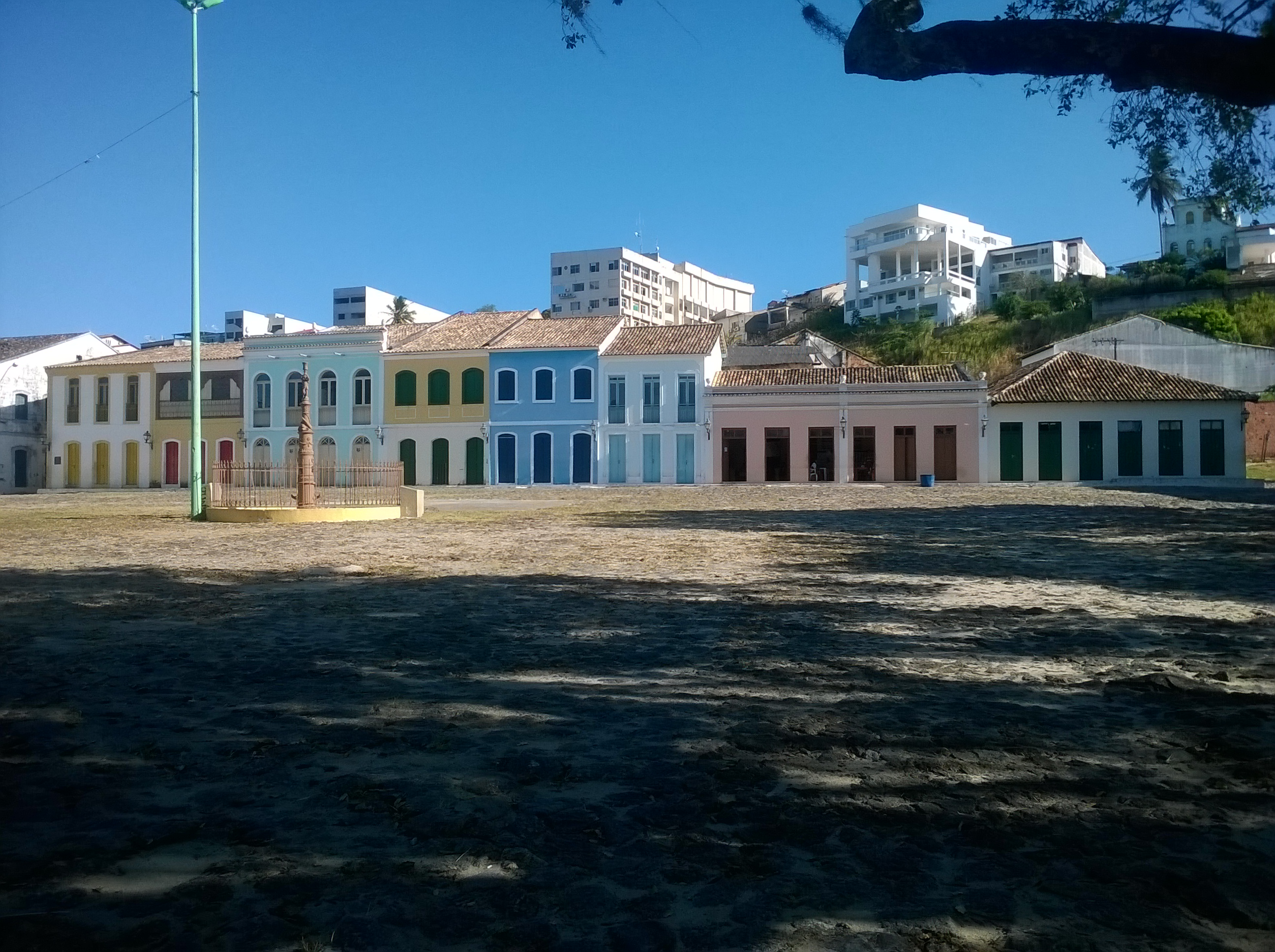
Casario do Porto

- Igreja Velha: As ruínas da Igreja Velha são o símbolo do município e seu principal cartão postal [93] e, ao contrário do que muitos pensam, nunca chegou a funcionar como igreja.[184] Sua construção teve início nos primeiros anos do século XIX, a pedido dos Jesuítas, sendo projetada para ter mais de 300 metros de comprimento.[185] Os recursos para sua construção vinham dos impostos de 1% de tudo que era exportado pelo antigo Porto.[184] No entanto, a obra foi paralisada em agosto de 1853, por decisão da Câmara Municipal, justificando que, para a ampliação da Igreja Matriz, gastaria-se cinco vezes menos, além de quem, para conclusão de sua obra, seriam necessários mais de 50 anos.[185] Em sua construção eram empregadas pedras que vinham como lastros nos navios que atracavam no Porto, sendo estas assentadas com argamassa a base de cal e óleo de baleia.[186]
- Casario do Porto: Denomina-se Casario do Porto de São Mateus o conjunto de prédios construídos às margens do rio São Mateus, a partir do final do século XVIII. Originalmente, estes casarões eram, em sua maioria, construídos em alvenaria de pedra, com as paredes internas e laterais em estuque. A construção desses prédios deu origem a um grande aglomerado de casas em torno de um largo que servia como terreiro para a carga e descarga dos navios que aportavam em São Mateus.[187] Com a abertura das primeiras estradas de rodagem, a partir de 1938, ano em que se inaugurou a estrada ligando São Mateus a Linhares, o declínio das atividades econômicas que se desenvolviam no porto se acentuou. O transporte por navio entrava em decadência e o velho porto foi perdendo as grandes casas comerciais que se mudaram para a cidade alta. Os casarões, então abandonados, passaram a ser ocupados por prostitutas, havendo assim a modificação arquitetônica de vários destes. Em 1968, depois da ocorrência de muitos crimes de prostituição, foi determinada a expulsão das prostitutas, sendo que os casarões foram tombados pelo Conselho Estadual de Cultura em 1976[2].
- Biquinha: Trata-se de um reservatório de água construído em 1880, com um sistema de captação de águas das nascentes localizadas no sopé da encosta do vale do rio São Mateus, abaixo dos terrenos da catedral, para levar água potável, por gravidade, até o chafariz do Porto. Integra o Patrimônio Histórico de São Mateus.[188]
- Projeto Tamar: A base de pesquisa do Tamar em Guriri foi implantada em 1988, abrigando um centro de visitantes que também funciona como Museu Aberto das Tartarugas Marinhas de Guriri. Entre os principais atrativos estão um aquário e dois tanques de observação de tartarugas além da exposição de réplicas e silhuetas em tamanho natural das cinco espécies de tartarugas marinhas. Na temporada reprodutiva, durante o verão, organiza-se a soltura de filhotes nos finais de tarde.[177][189]

### Culinária

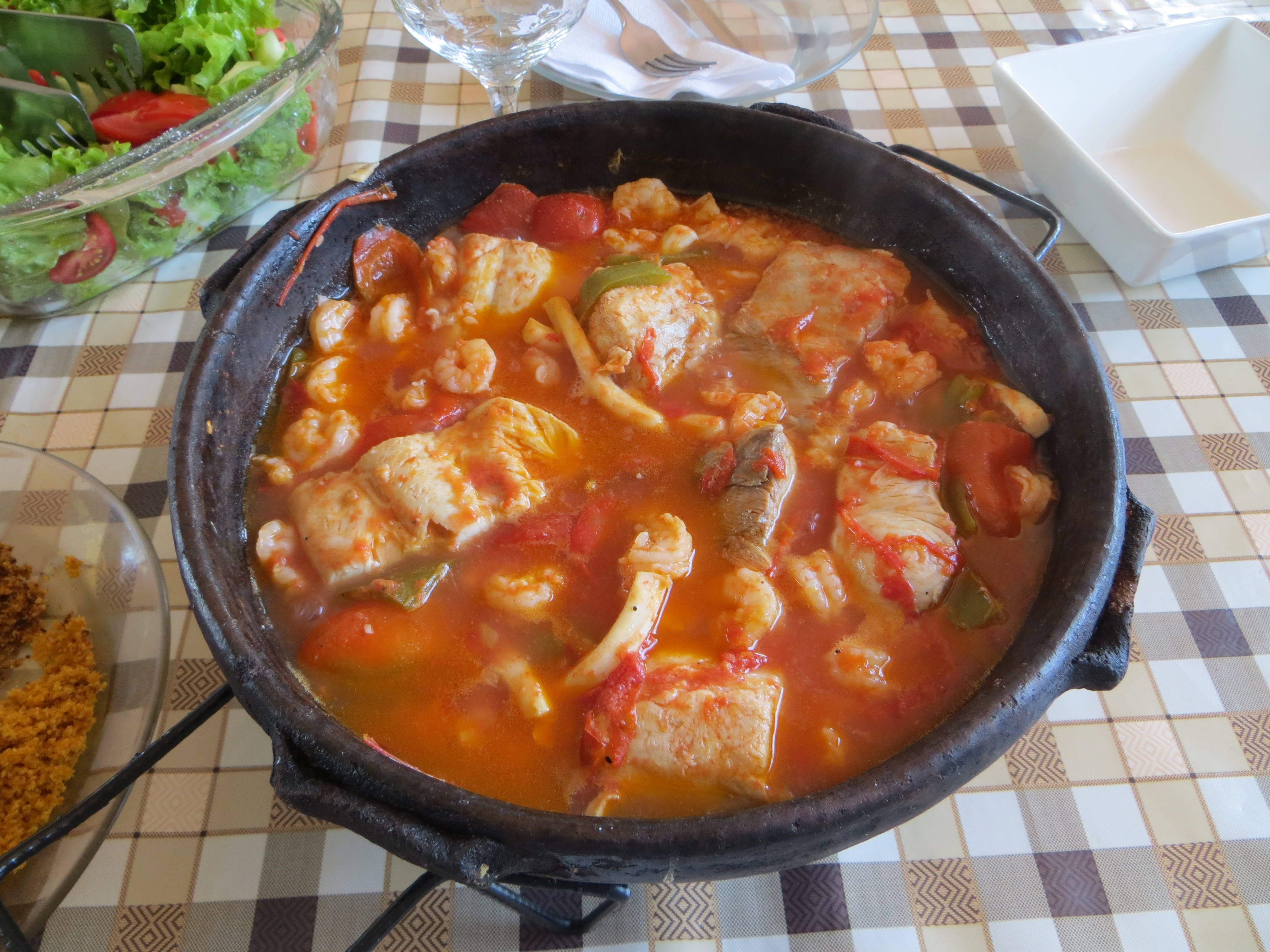
Uma moqueca capixaba feita em casa em panela de barro

A proximidade de São Mateus com outros estados e a origem dos colonizadores do município contribuíram para a existência de uma culinária bem diversificada, onde se nota grande influência baiana, com predominância de pratos bastante condimentados, tendo destaque o vatapá, o acarajé, o mungunzá, o caruru, o quibebe, a moqueca, além de mariscos da região. Quanto a moqueca, pode-se salientar que, em São Mateus, encontra-se tanto a moqueca baiana, preparada com azeite de dendê, leite de coco e pimenta, como a tradicional moqueca capixaba, que dispensa o emprego desses ingredientes, podendo ser acompanhada ou não com molho de camarão.
Uma das iguarias de maior tradição no município é a moqueca de judeu, um peixe pequeno de água doce. Essa moqueca não é comercializada em restaurantes, sendo privilégio das famílias tradicionais da cidade. Além disso, peixes de água doce e de mar como robalo, pescadinha, cascudo,  piau, cangoá e traíra, dentre outros, são consumidos no município. Também há grande apreciação por mariscos e crustáceos como caranguejo, siri e sururu.
Os produtos a base de mandioca, como a farinha, o beiju e a tapioca também são alimentos característicos do município, sendo preparados de forma artesanal pelas famílias descendentes de quilombolas.
Os colonizadores italianos contribuíram para disseminar o gosto pelas massas, sendo bastante consumido no município pratos como macarronada,  agnoline, pizza, polenta, nhoque e panqueca, dentre outros. Algumas das famílias descendentes dos imigrantes italianos ainda conservam o hábito de preparar um macarrão caseiro conhecido como taiadela.

### Esportes

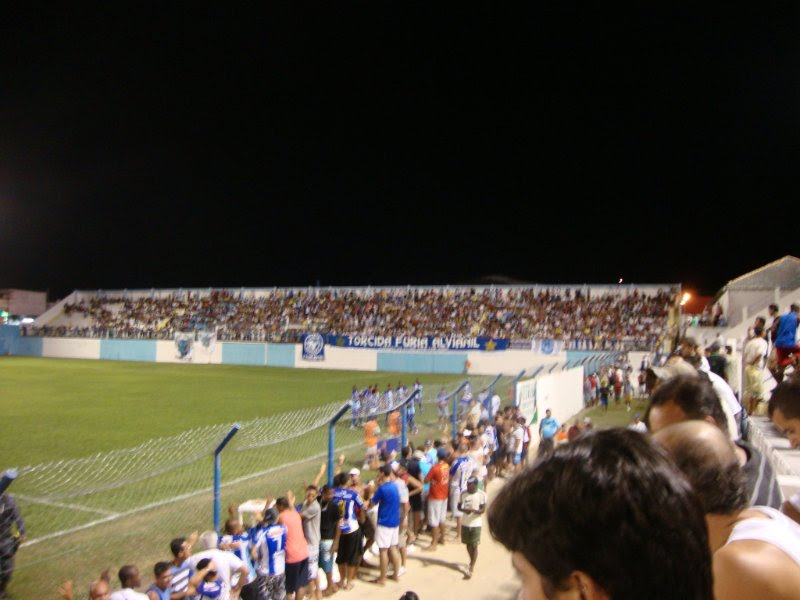
Estádio do Sernamby

São Mateus possui atualmente a Associação Atlética São Mateus como único clube de futebol profissional em atividade, tendo em outrora, abrigado as atividades do extinto Matheense Football Club.
A Associação Atlética São Mateus foi fundada em 13 de dezembro de 1963 e dentre outras campanhas de destaque participou do Campeonato Brasileiro de Futebol de 2011 - Série D e da 1ª Divisão do Campeonato Capixaba, sendo campeão em 2009 e 2011. Seu estádio é o Estádio Manoel Moreira Sobrinho, mais conhecido como Estádio Sernamby, que tem capacidade para 7 500 pessoas.
O Matheense Football Club tem sua data de fundação incerta, porém anterior a 1922. Seu melhor desempenho em campeonatos estaduais foi o Vice-Campeonato Capixaba da Série B em 1994. Seu estádio era o "Othovarino Duarte dos Santos", mais conhecido como "Campo do Matheense", com capacidade para cerca de 1.000 pessoas, no bairro Sernamby.

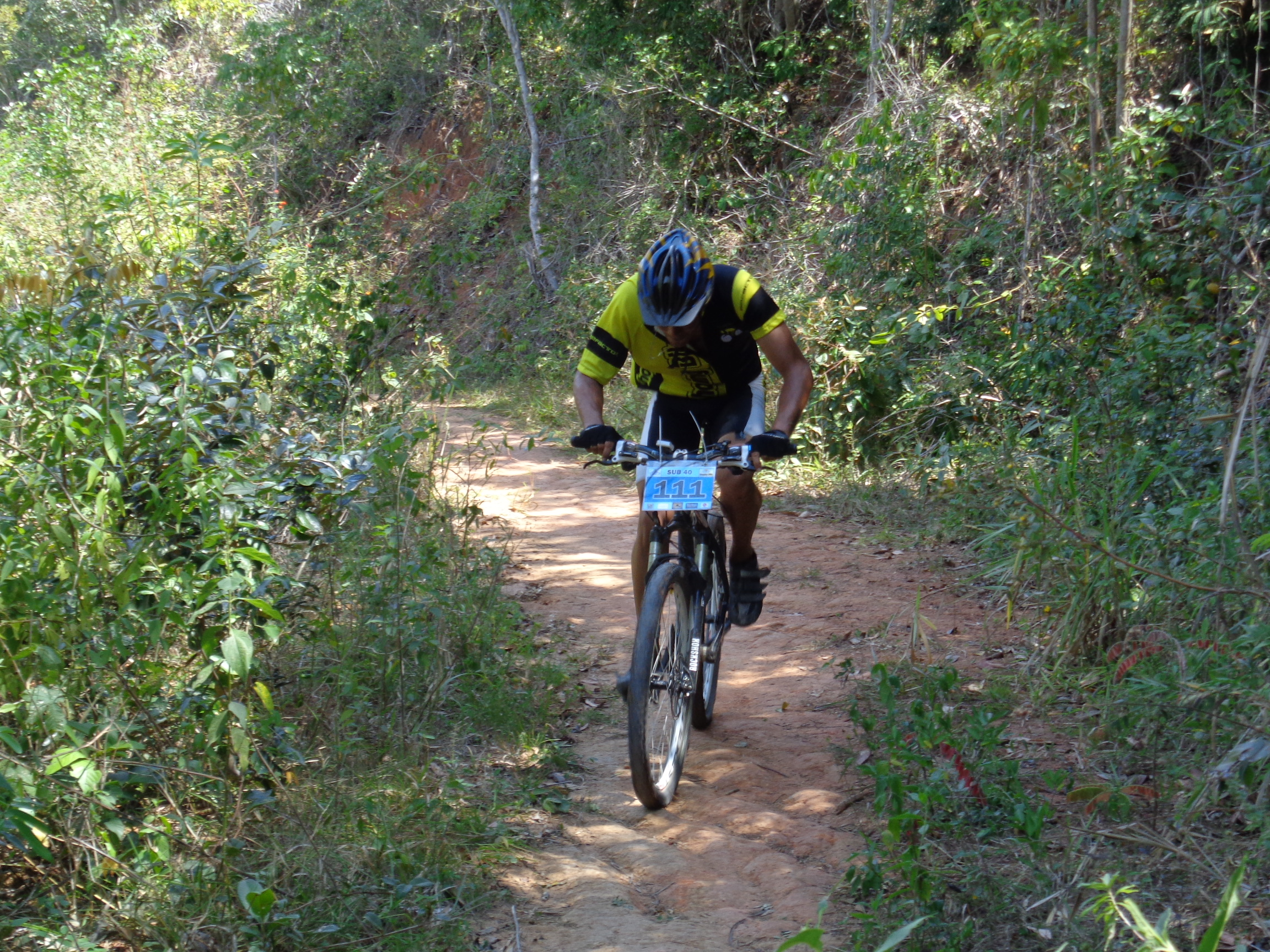
Competição de Mountain Bike na Trilha do Limão

Na cidade há a organização de vários campeonatos amadores de futebol, tendo como principais: a Copa do Café, que reúne os times dos distritos de Nestor Gomes e Nova Verona; a Copa Litoral, que reúne os times do distrito de Barra Nova; a Copa Cidade, que reúne os times dos bairros de São Mateus; a Copa da Liga, que reúne os times do interior do distrito Sede; e a Copa dos Campeões, que reúnes os campeões destes torneios.
Regularmente, São Mateus é palco de competições de outras modalidades esportivas, como a Copa Norte Capixaba de Mountain Bike, com todas as etapas dentro do município, a Corrida Rústica, realizada sempre no dia 21 de setembro, o Enduro de Verão, competição de enduro de regularidade com motos geralmente realizado entre janeiro e fevereiro, além dos Jogos Estudantis Mateenses (JEM), torneio entre as escolas do município, onde os alunos se enfrentem em partidas de diversos esportes, como voleibol, voleibol de praia, handebol, futebol society, futebol de areia, basquetebol, futsal e judô.

### Feriados
Em São Mateus há quatro feriados municipais e oito feriados nacionais, além dos pontos facultativos. Segundo a prefeitura, os feriados municipais são: a Sexta-Feira Santa; o dia de Corpus Christi; o aniversário da cidade e dia de São Mateus Evangelista em 21 de setembro; e o dia de São Benedito em 27 de dezembro. De acordo com a lei federal nº 9.093, aprovada em 12 de setembro de 1995, os municípios podem ter no máximo quatro feriados municipais com âmbito religioso, já incluída a Sexta-Feira Santa.

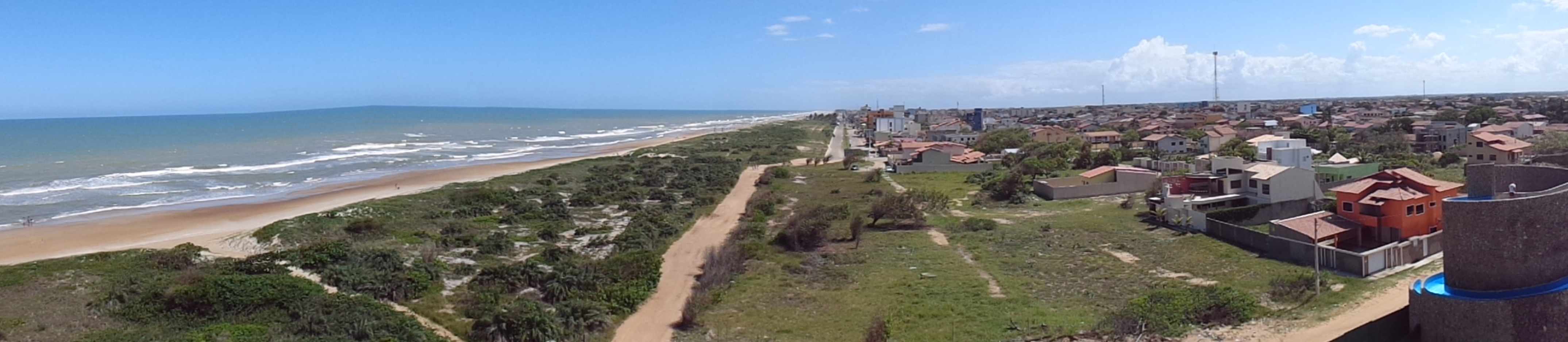
Vista panorâmica da orla de Guriri